# Histoire économique de l'Amérique latine
L'histoire économique de l'Amérique latine couvre le développement de l'économie latino-américaine de 2500 av. J.-C. jusqu'au début du XXIe siècle.
À l'époque précolombienne, l'Amérique latine n'a pas d'économie intégrée. Les peuples indigènes, en particulier l'Empire aztèque au centre du Mexique et l'Empire inca dans la région andine, ont des structures socio-économiques complexes. Cependant, leurs systèmes économiques et politiques sont plus isolés en raison de la difficulté des déplacements nord-sud. Du début du XVIe siècle au début du XIXe siècle, le Nouveau Monde est largement sous la domination de l'Empire espagnol et de l'Empire portugais. La prospérité repose sur la production et l'exportation de deux matières premières : l'argent et le sucre. Après l'indépendance, le Royaume-Uni exerce son influence par le biais du néocolonialisme et de l'investissement privé.
La Première Guerre mondiale (1914–1918) a un effet perturbateur sur les investissements britanniques et plus largement européens. L'Allemagne perd ses relations commerciales et le Royaume-Uni subit des pertes significatives du fait de l'émergence des États-Unis en tant que puissance économique dominante dans la région. L'impact négatif de la Grande Dépression des années 1930 est inversé par les achats des Alliés lors de la Seconde Guerre mondiale. Les pays d'Amérique latine accumulent des réserves financières qui sont utilisées pour favoriser l'expansion industrielle par le biais de l'industrialisation par substitution aux importations. Dans les années 1970, la région s'est endettée pour alimenter la croissance économique et s'intégrer au marché mondial. La perspective de recettes d'exportation a conduit à d'importants prêts libellés en dollars américains pour accroître la capacité économique. Les capitaux étrangers ont afflué dans la région, créant des liens financiers entre les pays développés et les pays en développement, alors que les dangers de cet arrangement étaient négligés. Dans les années 1980 et 1990, la plupart des gouvernements ont mis en œuvre des réformes structurelles. Ces réformes comprenaient la libéralisation du commerce et des privatisations, souvent imposées comme conditions à l'obtention de prêts par le Fonds monétaire international et la Banque mondiale. Les pays les plus touchés ont connu une émigration forte vers les États-Unis, et leurs envois de fonds vers leur pays d'origine sont devenus de plus en plus importants.

## Époque précolombienne

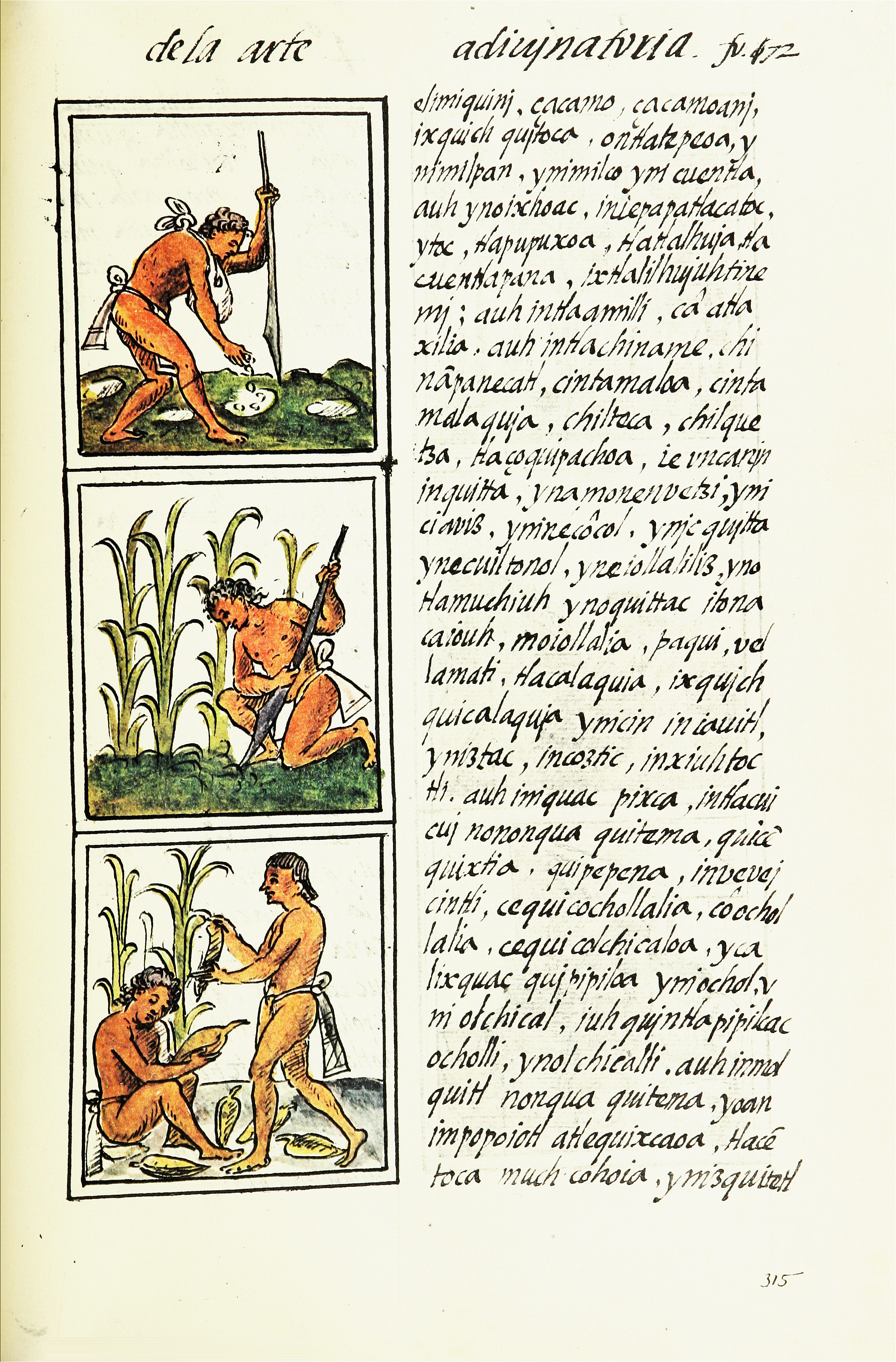
L'agriculture du maïs chez les Aztèques telle qu'elle est représentée dans le Codex de Florence.

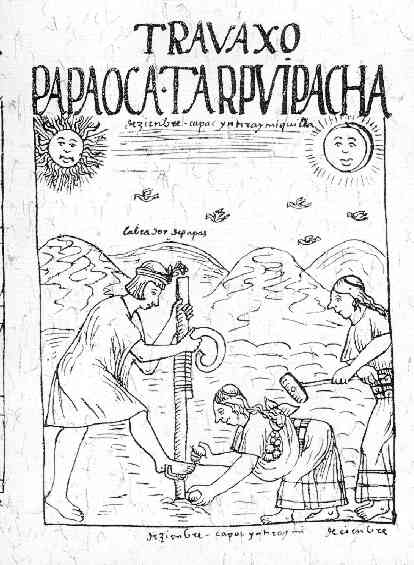
Agriculteurs incas utilisant une chakitaqlla (charrue à pied andine)

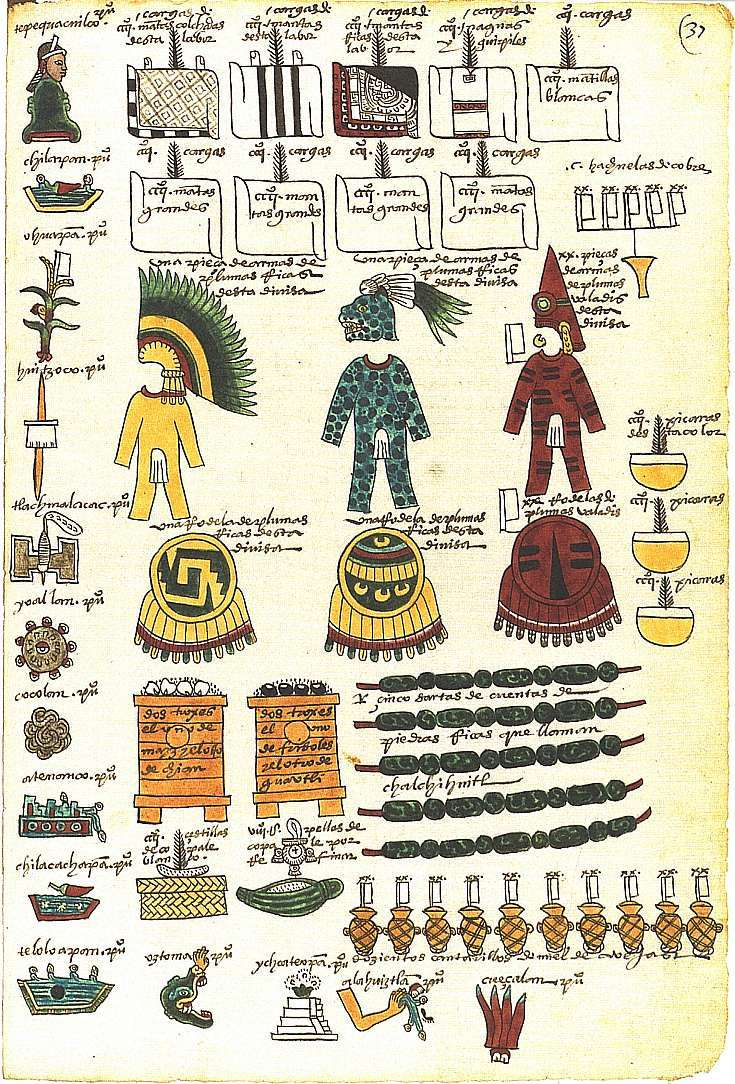
Tribut d'une région de l'Empire aztèque tel qu'indiqué dans le Codex Mendoza

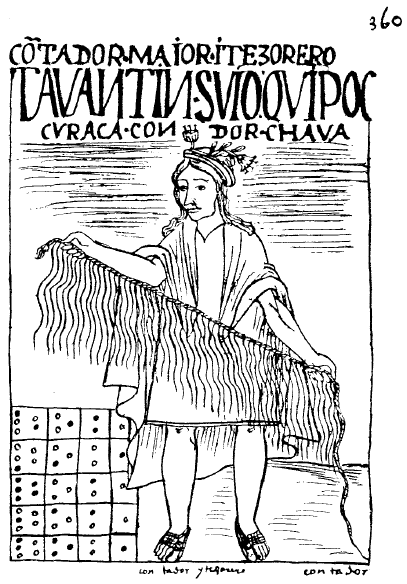
Un quipu, dispositif andin de nœuds noués pour la tenue de registres. El primer nueva corónica. En bas à gauche, un yupana, un instrument de calcul inca.

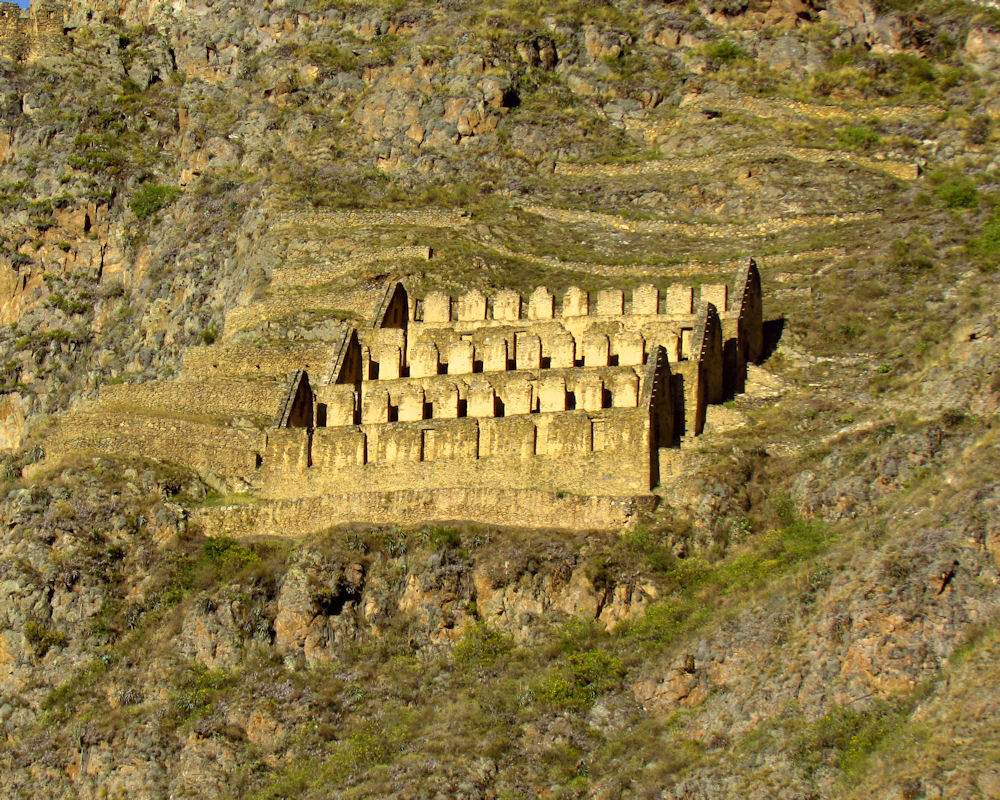
Un complexe de 27 entrepôts incas au-dessus de Ollantaytambo, Pérou

Il n'y a pas d'économie intégrée en Amérique latine avant l'arrivée des Européens et l'incorporation de la région aux empires espagnol et portugais. Les peuples de l'hémisphère occidental (appelés « Indiens ») présentaient différents niveaux de complexité socio-économique. Les plus complexes et les plus étendus au moment de l'arrivée européenne étaient l'Empire aztèque au centre du Mexique et l'Empire inca dans les Andes, qui se sont développés sans contact avec l'hémisphère oriental avant les voyages européens de la fin du XVe siècle. L'axe nord-sud de l'Amérique latine, avec la petite zone continentale est-ouest, connaissait des conditions de déplacement plus difficiles qu'en Eurasie, où l'on trouve des climats similaires aux mêmes latitudes. Cette situation a favorisé l'émergence de systèmes économiques et politiques plus isolés dans l'Amérique latine précolombienne. Une grande partie de ce que l'on sait des économies de l'Amérique latine précolombienne se trouve dans les récits des Européens au moment du contact et dans les archives archéologiques. La taille des populations indigènes, la complexité de leur organisation et leur situation géographique, en particulier l'existence de ressources exploitables dans leurs environs, ont eu un impact majeur sur les lieux où les Européens, au moment du contact, ont choisi de s'installer à la fin du XVe siècle et au début du XVIe siècle. « Les peuples indiens et les ressources de leurs terres ont été les principaux déterminants de la différenciation régionale ».

### Cilivisations au Mexique et dans les Andes
En Mésoamérique et dans les Andes, des civilisations indigènes complexes se sont développées à mesure que les excédents agricoles permettaient le développement de hiérarchies sociales et politiques. Dans le centre du Mexique et les Andes centrales, où vivaient d'importantes populations sédentaires hiérarchisées, de grands régimes tributaires (ou empires) sont apparus et des cycles de contrôle ethno-politique du territoire se sont succédé, qui ont cessé aux frontières des populations sédentaires. De petites unités fonctionnaient au sein de ces grands empires pendant la période précolombienne, et ont servi de base au contrôle européen à leur arrivée. Au centre du Mexique et dans les Andes centrales, les roturiers cultivaient des terres et versaient des tributs et des corvées aux autorités locales, qui transmettaient ensuite les marchandises aux autorités plus haut placées dans la hiérarchie. Dans la région du pourtour des Caraïbes, en Amazonie et aux périphéries de l'Amérique du Nord et du Sud, les peuples nomades semi-sédentaires et nomades étaient très intégrés sur le plan politique et économique. L'empire aztèque, au centre du Mexique, et l'empire inca, dans les Andes, avaient tous deux régné pendant environ un siècle avant l'arrivée des Espagnols au début du XVIe siècle.
Les civilisations mésoaméricaine et andine se sont développées en l'absence d'énergie animale et d'outils agricoles complexes. En Mésoamérique, le maïs était cultivé de manière extensive, à l'aide de bâtons à fouir tenus à la main, et la récolte des épis mûrs se faisait manuellement. Dans les Andes, où les collines sont abruptes et les terres plates relativement peu nombreuses, les populations construisaient des terrasses pour augmenter les surfaces cultivables. En général, il n'y a pas eu de modification générale de la topographie en Mésoamérique, mais dans la partie sud des eaux douces du système lacustre central, les indigènes ont construit des chinampas et des monticules de terre pour cultiver intensément. En Mésoamérique, avant l'arrivée des Espagnols, il n'y avait pas de grands animaux domestiqués pour faciliter le travail ou fournir de la viande, du fumier ou des peaux. Dans les Andes, les cultures de base étaient la pomme de terre, le quinoa et le maïs, cultivés par l'homme. Les camélidés du Nouveau Monde, tels que les lamas et les alpagas, ont été domestiqués par les populations et utilisés comme animaux de trait pour les charges légères et comme source de laine, de viande et de guano. Il n'y avait pas de véhicules à roues dans ces deux régions. La Mésoamérique et les Andes centrales cultivaient le coton, qui était tissé en longueurs de tissus et porté par les habitants ainsi que cédé en tribut.

### Tribut et commerce
Les empires mésoaméricain et inca sont tenus de verser des tributs en travail et en biens matériels. Toutefois, contrairement aux échanges et aux marchés en Mésoamérique, l'économie de l'empire inca fonctionnait sans marchés ni monnaie. L'économie a été décrite de manière contradictoire par les spécialistes : « féodale, esclavagiste, socialiste ». Les souverains incas construisaient de grands entrepôts, ou Qollqa, pour stocker les denrées alimentaires destinées à l'armée, pour fournir des marchandises à la population lors des festins rituels et pour aider la population pendant les années de vaches maigres et de mauvaises récoltes.
Les Incas disposaient d'un système routier étendu, reliant les zones clés de l'empire à certaines parties qui subsistent à l'époque moderne. Les routes étaient utilisées par les militaires pour le transport des marchandises à l'aide de lamas et pour l'entreposage des fournitures dans des qollqas construits en pierre. Les tambos, ou haltes, étaient construits à environ une journée de voyage le long des routes, près des entrepôts. Les gorges étaient enjambées par des ponts de corde, qui ne permettaient pas l'utilisation d'animaux de trait. Le système routier inca représentait un investissement coûteux, qui n'avait pas d'équivalent dans l'empire aztèque. Il existait des voies de transport terrestre disposant de peu d'aménagements, à l'exception des chaussées reliant l'île où se trouvait la capitale aztèque de Tenochtitlan. Des sections du réseau routier pouvaient être supprimées pour empêcher les invasions. Autour du système lacustre du Mexique central, les canoës transportaient les personnes et les marchandises.
En Mésoamérique, des réseaux commerciaux et des marchés permanents ont été établis assez tôt (vers 2500 av. J.-C. - 250. Le commerce diffère du tribut en ce sens que le tribut était à sens unique, du subordonné au pouvoir en place, alors que le commerce est un échange à double sens. De nombreuses colonies se sont spécialisées dans l'artisanat ou l'agriculture. Certaines places de marché fonctionnaient comme des marchés journaliers réguliers, tandis que d'autres, comme le grand marché de Tlatelolco (en), était un vaste emporium fixe de marchandises acheminées vers la capitale de l'empire aztèque, Tenochtitlan. Ce marché a été décrit en détail par le conquistador espagnol Bernal Díaz del Castillo dans son récit de la conquête espagnole de l'empire aztèque.
Le mot nahuatl pour place de marché, tianquiztli, est devenu en espagnol mexicain le mot tianguis. De nombreuses villes mexicaines à forte population indigène continuent d'organiser régulièrement des jours de marché, fréquentés par les habitants pour l'achat d'articles ménagers, et par les routistes pour l'achat de produits artisanaux. PEndant la période aztèque, une élite de marchands au long cours, les pochteca, faisaient du commerce de biens de grande valeur et servaient d'éclaireurs pour identifier les zones potentielles de conquêtes futures pour la Triple Alliance aztèque. Les élites roturières devenaient ainsi des émissaires de l'État aztèque, ce qui permettait aux investisseurs de bénéficier de leurs expéditions et d'obtenir la protection de l'État pour leurs activités. Les marchandises de grande valeur comprenaient le cacao, les plumes de quetzal et les peaux d'animaux exotiques, tels que les jaguars. Comme les marchandises devaient être transportées par des porteurs appelés tlameme en nahuatl, les produits en vrac tels que le maïs ne faisaient pas partie du commerce à longue distance. Les fèves de cacao ont servi de moyen d'échange pendant la période aztèque.

### Tenue de registres
Ce n'est qu'en Mésoamérique qu'un système d'écriture s'est développé et a été utilisé pour consigner les tributs versés par des régions spécifiques, comme le montre le Codex Mendoza, où les versements de ces régions sont représentés à l'aide d'un pictogramme unique. Dans la région andine, aucun système d'écriture ne s'est développé, mais les archives étaient conservées à l'aide des quipu, des nœuds qui permettaient d'enregistrer des informations.

### Pourtour caribéen, Amazonie et zones périphériques

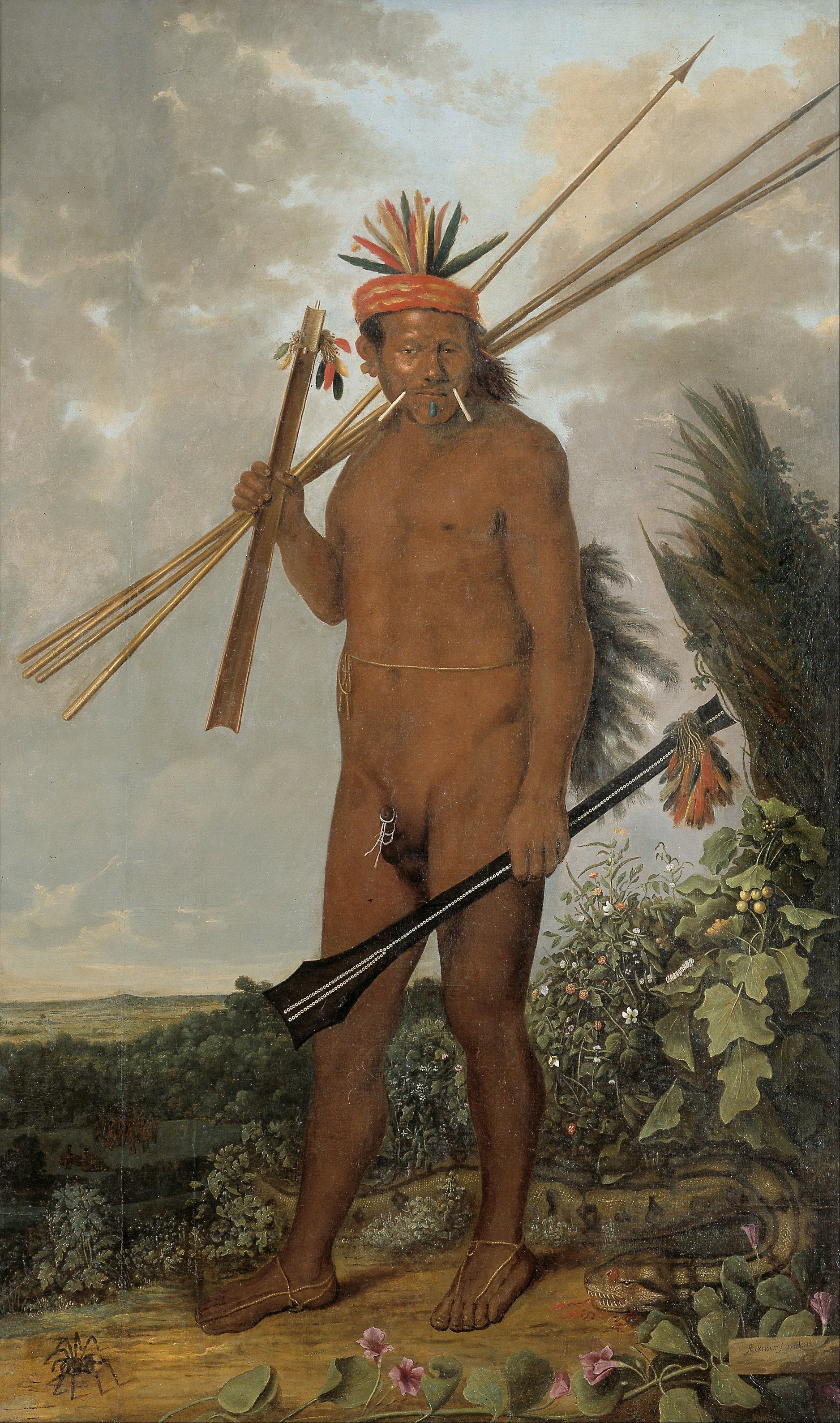
Guerre indien brésilien (Tarairiu), Albert Eckhout.

Les îles des Caraïbes étaient assez densément peuplées de sédentaires pratiquant une agriculture de subsistance. Aucun système social ou politique hiérarchique complexe ne s'y est développé. Les habitants n'étaient pas soumis à des tributs ou à des exigences de travail susceptibles d'être cooptés par les Européens à leur arrivée, comme ce fut le cas au Mexique et dans les Andes.
Un rapport européen de Pierre Martyr fait état de canoës remplis de marchandises, notamment de tissus de coton, de cloches et de haches en cuivre (probablement de Michoacan), de couteaux en pierre, de hachoirs, de céramiques et de fèves de cacao, utilisées comme monnaie d'échange. De petits ornements et bijoux en or ont été créés dans la région, mais rien n'indique que les métaux aient été utilisés comme moyen d'échange ou qu'ils aient eu une grande valeur, sauf en tant qu'ornements. Les indigènes ne savaient pas comment extraire l'or, mais ils connaissaient les endroits où l'on pouvait trouver des pépites dans les cours d'eau. Sur la côte des perles du Venezuela, les indigènes avaient collecté un grand nombre de perles et, lors de l'arrivée des Européens, ils étaient prêts à les utiliser pour le commerce.
Au nord du Mexique, la partie méridionale de l'Amérique du Sud et en Amazonine, il y avait des populations semi-sédentaires et nomades vivant en petits groupes et pratiquant des activités de subsistance. Dans les forêts tropicales humides d'Amérique du Sud vivaient les Arawakans, les Caribes et les Tupians, qui pratiquaient souvent l'agriculture sur brûlis et se déplaçaient lorsque la fertilité du sol déclinait après quelques saisons de plantation. La chasse et la pêche complétaient souvent les cultures. Les Caribes, qui ont donné leur nom aux Caraïbes, étaient un peuple maritime mobile, avec des pirogues océaniques utilisées pour les voyages au long cours, la guerre et la pêche. Ils étaient des guerriers féroces et agressifs et, lors de l'arrivée des Européens, ils sont devenus hostiles, mobiles, résistants à la conquête et accusés de cannibalisme. Les peuples indigènes du nord du Mexique, appelés Chichimecas par les Aztèques, étaient des chasseurs-cueilleurs. Les populations sédentaires du centre du Mexique les considéraient avec mépris comme des barbares, et ce mépris était réciproque. En Amérique du Nord comme dans le sud de l'Amérique du Sud, ces groupes indigènes ont résisté à la conquête européenne, de manière particulièrement efficace lorsqu'ils ont acquis le cheval.

## Époque coloniale et indépendance (vers 1500–1850)

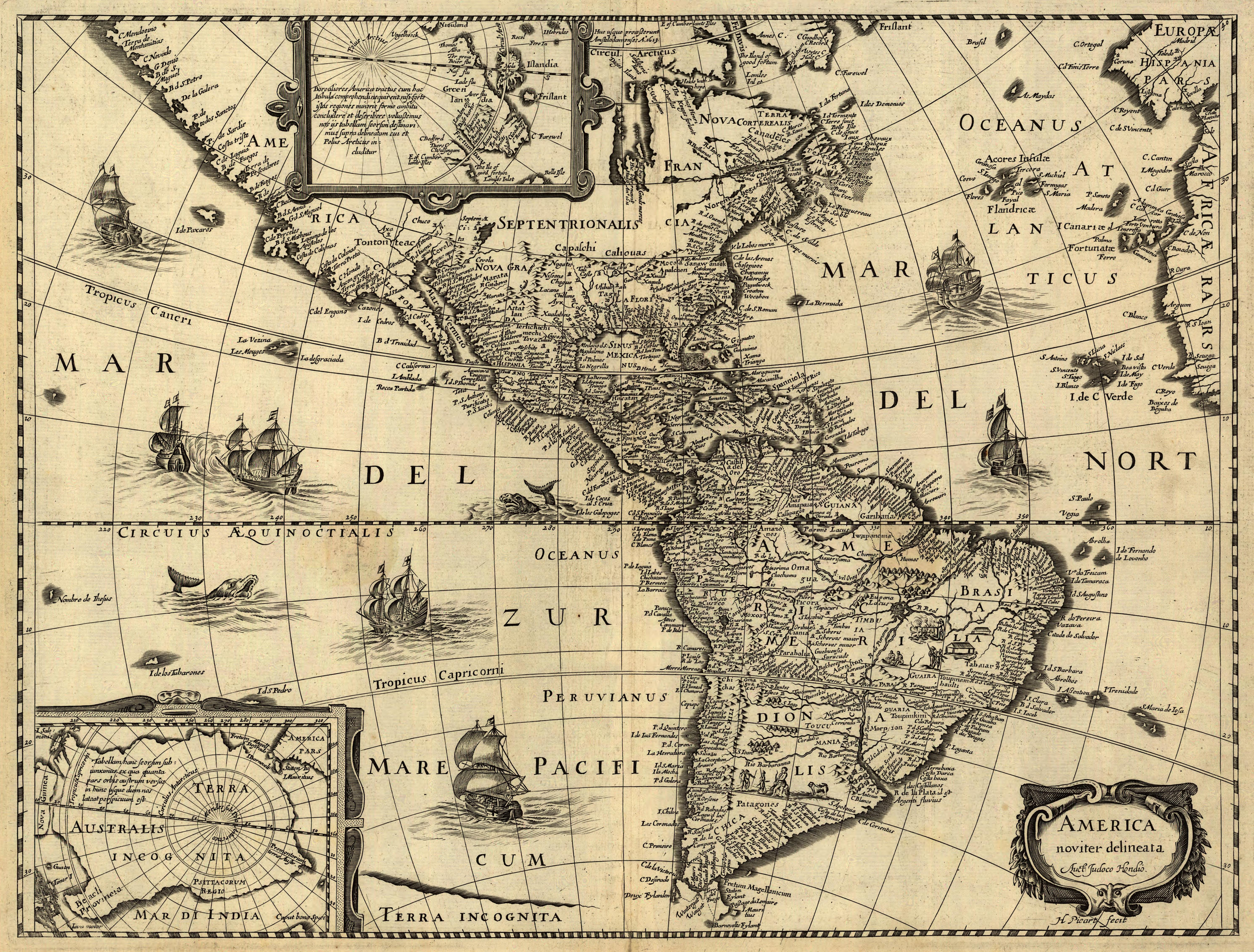
Carte hollandaise des Amériques datant du XVII

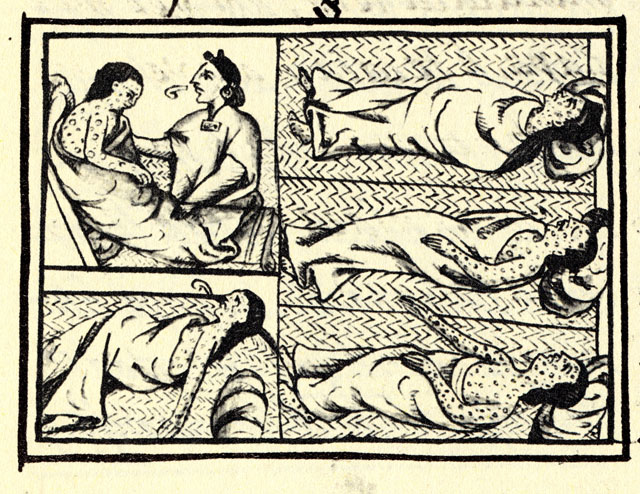
Représentation indigène mexicaine de la variole, l'une des maladies ayant dévasté les populations locales.

Les empires espagnol et portugais ont régné sur une grande partie du Nouveau Monde du début du XVIe siècle jusqu'au début du XIXe siècle, lorsque l'Amérique espagnole et le Brésil ont obtenu leur indépendance. La richesse et l'importance de l'Amérique latine coloniale reposaient sur deux principaux produits d'exportation : l'argent et le sucre. De nombreuses histoires de l'époque coloniale s'arrêtent aux événements politiques de l'indépendance, mais un certain nombre d'historiens de l'économie voient d'importantes continuités entre l'ère coloniale et l'ère post-indépendance jusqu'aux alentours de 1850. Les continuités de l'époque coloniale dans les économies et les institutions ont eu un impact important sur le développement ultérieur des nouveaux États-nations,.

### Conquête espagnole et économie caribbéenne
Après le premier voyage de Christophe Colomb en 1492, l'Espagne établit rapidement deux colonies à part entière sur les îles des Caraïbes, en particulier Hispaniola (aujourd'hui Haïti et la République dominicaine) et Cuba. Ils fondent des établissements permanents prenant rapidement l'allure de villes, où les institutions de la Couronne sont établies pour l'administration civile et l'Église catholique romaine. Les villes attirent des colons de toutes sortes. En 1499, des expéditions espagnoles commencent à exploiter les huîtres perlières abondantes de Margarita et de Cubagua, réduisant en esclavage les populations indigènes des îles et récoltant les perles de manière intensive. Elles sont devenues l'une des ressources les plus précieuses de l'Empire espagnol naissant dans les Amériques entre 1508 et 1531, date à laquelle la population indigène locale et les huîtres perlières ont été dévastées. Bien que les Espagnols aient rencontré les civilisations aztèque et inca au début du XVIe siècle, les 25 premières années de colonisation des Caraïbes ont permis de mettre en place des modèles importants qui ont perduré. L'expansionnisme espagnol s'inscrit dans une tradition qui remonte à la Reconquista sur les musulmans, achevée en 1492. Les participants aux campagnes militaires attendaient des récompenses matérielles pour leur service. Dans le Nouveau Monde, ces récompenses étaient des subventions accordées à des hommes pour le travail et le tribut de communautés indigènes particulières, connues sous le nom d'encomienda. La présence d'or dans les îles des Caraïbes aincité les détenteurs espagnols d'encomiendas à contraindre leurs indigènes à extraire de l'or dans les cours ds'eau, souvent au détriment de l'agriculture. Dans un premier temps, l'exploitation de ces gisements a produit suffisamment de richesses pour permettre aux Espagnols de poursuivre leurs activités, mais la population indigène a connu un déclin rapide avant même l'épuisement des gisements vers 1515. Les Espagnols ont cherché des esclaves pour remplacer les populations indigènes des premières colonies espagnoles. Ils ont cherché un autre produit de grande valeur et ont commencé à cultiver la canne à sucre, une culture importée des îles atlantiques contrôlées par eux. La main-d'œuvre indigène a été remplacée par des esclaves africains, ce qui a marqué le début de plusieurs siècles de traite des esclaves Même avec un produit d'exportation viable, les colonies espagnoles dans les Caraïbes étaient économiquement décevantes. Néanmoins, en 1503, la couronne a créé la Casa de Contratación (Maison du commerce) à Séville pour contrôler le commerce et l'immigration vers le Nouveau Monde. Elle est restée une partie intégrante de la politique et de l'économie espagnoles durant la période coloniale. Ce n'est qu'après la rencontre accidentelle des Espagnols avec le Mexique continental et la conquête espagnole de l'empire aztèque (1519-1521) que les rêves de richesse de l'Espagne au Nouveau Monde se sont concrétisés.
Une fois que les Espagnols ont découvert les terres continentales d'Amérique du Nord et du Sud, il leur est apparu clairement qu'il existait d'importantes dotations en facteurs (en), en particulier d'importants gisements d'argent et de vastes populations stratifiées d'indigènes dont les Espagnols pouvaient exploiter la main-d'œuvre. Comme aux Caraïbes, les conquérants espagnols au Mexique et au Pérou ont eu accès à la main-d'œuvre indigène par le biais de l'encomienda, mais les populations indigènes étaient plus nombreuses et leur main-d'œuvre et leur tribut étaient mobilisés par leurs dirigeants par le biais de mécanismes déjà en place. Lorsque l'importance de la conquête du centre du Mexique fut connue en Espagne, les Espagnols immigrèrent en grand nombre vers le Nouveau Monde. Dans le même temps, la Couronne s'est inquiétée du fait que le petit groupe de conquistadors espagnols détenant des encomiendas monopolisait une grande partie de la main-d'œuvre indigène et que les conquistadors acquéraient trop de pouvoir et d'autonomie par rapport à la Couronne. La pression religieuse en faveur de la justice pour les droits humains des indignes, menée par le frère dominicain Bartolomé de las Casas, a servi de justification à la couronne pour limiter les droits de propriété des encomenderos et étendre le contrôle de la couronne par le biais des Leyes Nuevas de 1542 qui limitent le nombre de fois qu'une encomienda peut être transmise par héritage. Les Européens ont introduit des virus et des bactéries tels que la variole et la rougeole. Les populations indigènes n'ont pas pu résister, ce qui a entraîné des épidémies dévastatrices causant de nombreux décès. Sur le plan économique, ces décès se sont traduits par une diminution de la main-d'œuvre et du nombre de personnes payant le tribut.
Dans les régions centrales, l'encomienda a été supprimée en grande partie à la fin du XVIe siècle, d'autres formes de mobilisation de la main-d'œuvre entrant en jeu. Bien que l'encomienda n'ait pas directement conduit au développement de propriétés foncières en Amérique espagnole, les encomenderos étaient en mesure de créer des entreprises à proximité des lieux où ils avaient accès au travail forcé. Ces entreprises ont indirectement conduit au développement de propriétés foncières ou haciendas. La Couronne a tenté d'élargir l'accès des autres Espagnols à la main-d'œuvre indigène au-delà des encomenderos par le biais d'un système de distribution de la main-d'œuvre dirigé par la Couronne, connu sous le nom de repartimiento. Cette évolution a eu pour effet de saper le pouvoir croissant des encomenderos, mais ce groupe a trouvé des moyens d'engager de la main-d'œuvre gratuite pour maintenir la viabilité et la rentabilité de ses propriétés foncières.

### Argent, extraction, et systèmes de travail

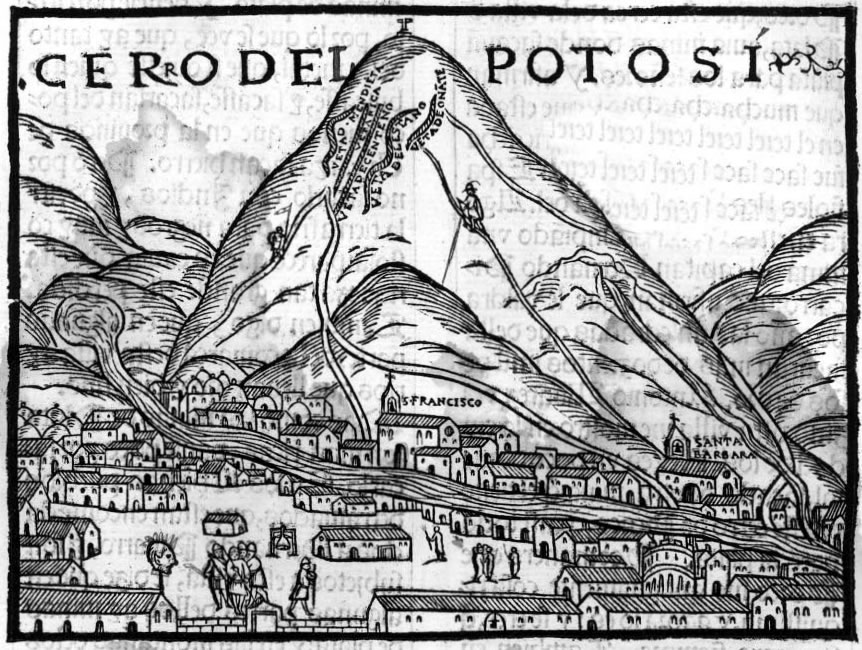
Le Potosi a produit des quantités massives d'argent à partir d'un seul site dans le haut Pérou. Première image publiée en Europe. Pedro Cieza de León, 1553.

La découverte par les Espagnols d'énormes gisements d'argent a été le grand facteur de transformation de l'économie de l'empire espagnol. Découvert dans le Haut-Pérou (aujourd'hui la Bolivie) à Potosí et dans le nord du Mexique, l'extraction de l'argent (en) est devenue le moteur économique de l'empire espagnol. La puissance économique de l'Espagne s'est construite sur les exportations d'argent de l'Amérique espagnole. Le peso d'argent était à la fois un produit d'exportation et la première monnaie mondiale, transformant les économies d'Europe et de Chine. Au Pérou, l'extraction de l'argent a bénéficié de son emplacement unique dans la zone dense de peuplement andin, de sorte que les propriétaires espagnols des mines ont pu utiliser le travail forcé du système préhispanique des mita,,. Il est également très important pour le cas péruvien qu'il y ait eu une source de mercure, utilisé pour l'extraction de l'argent et de l'or, dans la mine relativement proche de Huancavelica. Le mercure étant un poison, il a eu des répercussions écologiques et sanitaires sur les populations humaines et animales,.
Les techniques coloniales d'extraction de l'argent se sont développées au fil du temps. La première technique minière coloniale du sistema del rato (un système qui conduisait à des tunnels souterrains tortueux) a entraîné de nombreux problèmes d'exploitation, mais elle a été développée en raison du manque de mineurs expérimentés et du désir de la Couronne espagnole d'extraire autant de redevances que possible. Le progrès suivant dans les techniques d'extraction a été le creusement de galeries (socavones) qui, selon l'historien Peter Bakewell, « permettaient la ventilation, le drainage et l'extraction aisée du minerai et des déchets». Les bombas (pompes) du XVIe siècle aidaient à drainer les mines, les « caprices » actionnés par des animaux étaient alors couramment utilisés pour extraire l'eau et le minerai, et le « dynamitage » était couramment utilisé au XVIIIe siècle.
Après l'extraction du minerai d'argent, il fallait le traiter. Le minerai d'argent était transporté à la raffinerie d'amalgame pour y être traité à l'aide d'un moulin fonctionnant avec de l'eau, des chevaux ou des mules, en fonction de ce qui était disponible dans l'environnement local. Certaines régions de Nouvelle-Espagne ne disposaient pas de l'eau nécessaire pour faire fonctionner les moulins, et d'autres régions n'étaient pas en mesure d'utiliser des animaux comme source d'énergie pour les moulins. Ceux actionnés par l'eau se sont révélés plus efficaces que les moulins actionnés par les animaux, ce qui a fait de l'eau une ressource nécessaire pour la plupart des exploitations minières.
L'argent était ensuite raffiné par le processus complexe de l'amalgamation, qui a été continuellement développé en Amérique sur la base de techniques allemandes rudimentaires. La technique d'amalgamation du patio (mise au point au début du XVIIe siècle) était considérée comme l'un des moyens les plus efficaces de raffiner le minerai d'argent. Cette technique consistait à mélanger le minerai broyé avec des catalyseurs (sel ou pyrite de cuivre) pour créer une pâte qui, une fois séchée, laissait un amalgame d'argent. Elle nécessitait peu d'eau et pouvait être installée n'importe où, ce qui était particulièrement utile aux mineurs d'argent de Nouvelle-Espagne. L'historien Peter Bakewell affirme qu'« aucune autre innovation en matière de raffinage n'a été aussi efficace que le magistral (sulfate de cuivre dérivé des pyrites) ». Ce matériau a été largement utilisé dans toute l'Amérique espagnole pour affiner l'argent au cours du processus d'amalgamation. Les mineurs allemands ont fourni la « technologie de fusion », une autre technique de raffinage. Ces fours étaient bon marché et « c'était la technique préférée du mineur individuel pauvre ou du travailleur indien qui recevait le minerai comme une partie de son salaire ». Cependant, certains historiens affirment que le processus de fonte était extrêmement destructeur pour les terres naturelles entourant les mines. Il a d'abord favorisé la déforestation afin d'alimenter le processus de fonte, et l'introduction du mercure dans le processus a entraîné l'empoisonnement du sol et des sources d'eau, ce qui a conduit de nombreux travailleurs indiens à souffrir d'empoisonnement au mercure.
De nombreux développements dans la technologie et les techniques d'extraction de l'argent ont permis l'expansion de l'exploitation de l'argent sur des terres où il y avait peu d'eau ou d'animaux pour fournir de l'énergie. Ces développements ont également permis l'expansion de l'extraction d'argent en raison de leur rentabilité. Cependant, les historiens ont constaté que la production minière d'argent pendant la période coloniale a eu des effets massifs et dévastateurs sur l'environnement et sur les Indiens qui habitaient les terres conquises par l'industrie minière.
La plupart des sites miniers du nord du Mexique, en dehors de la zone des populations indiennes sédentaires, n'ont pas eu accès à la main-d'œuvre indigène fournie par le travail forcé, à l'exception notable de Taxco, de sorte que l'exploitation minière nécessitait de faire venir de la main-d'œuvre d'autres régions. Le Zacatecas, le Guanajuato, et Parral furent peuplés d'indigènes originaires de la région des Chichimèques, ayant résisté à la conquête. La guerre des Chichimèques (en) a duré plus de cinquante ans. Les Espagnols ont finalement mis fin au conflit en fournissant aux indigènes de la nourriture, des couvertures et d'autres biens dans le cadre de ce que l'on a appelé la « paix par l'achat », sécurisant ainsi les voies de transport et les colonies espagnoles contre toute nouvelle attaque. Si les mines d'argent du nord n'avaient pas été aussi lucratives, les Espagnols n'auraient probablement pas tenté de coloniser et de contrôler ce territoire. À l'époque espagnole, la Californie n'était pas suffisamment prometteuse pour attirer des colonies espagnoles importantes, mais en 1849, après son acquisition par les États-Unis à l'issue de la Guerre américano-mexicaine, d'énormes gisements d'or ont été découverts.

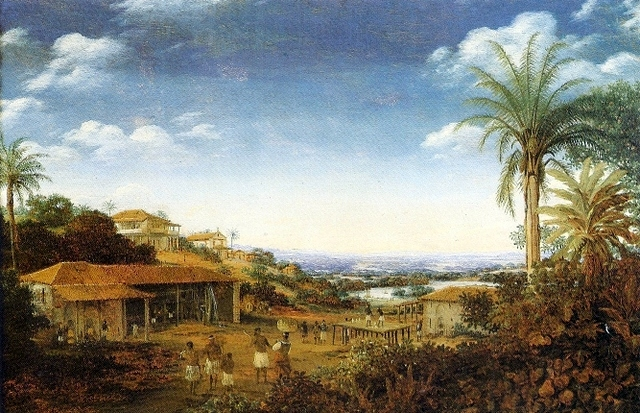
Complexe sucrier (engenho) au Brésil colonial. Frans Post.

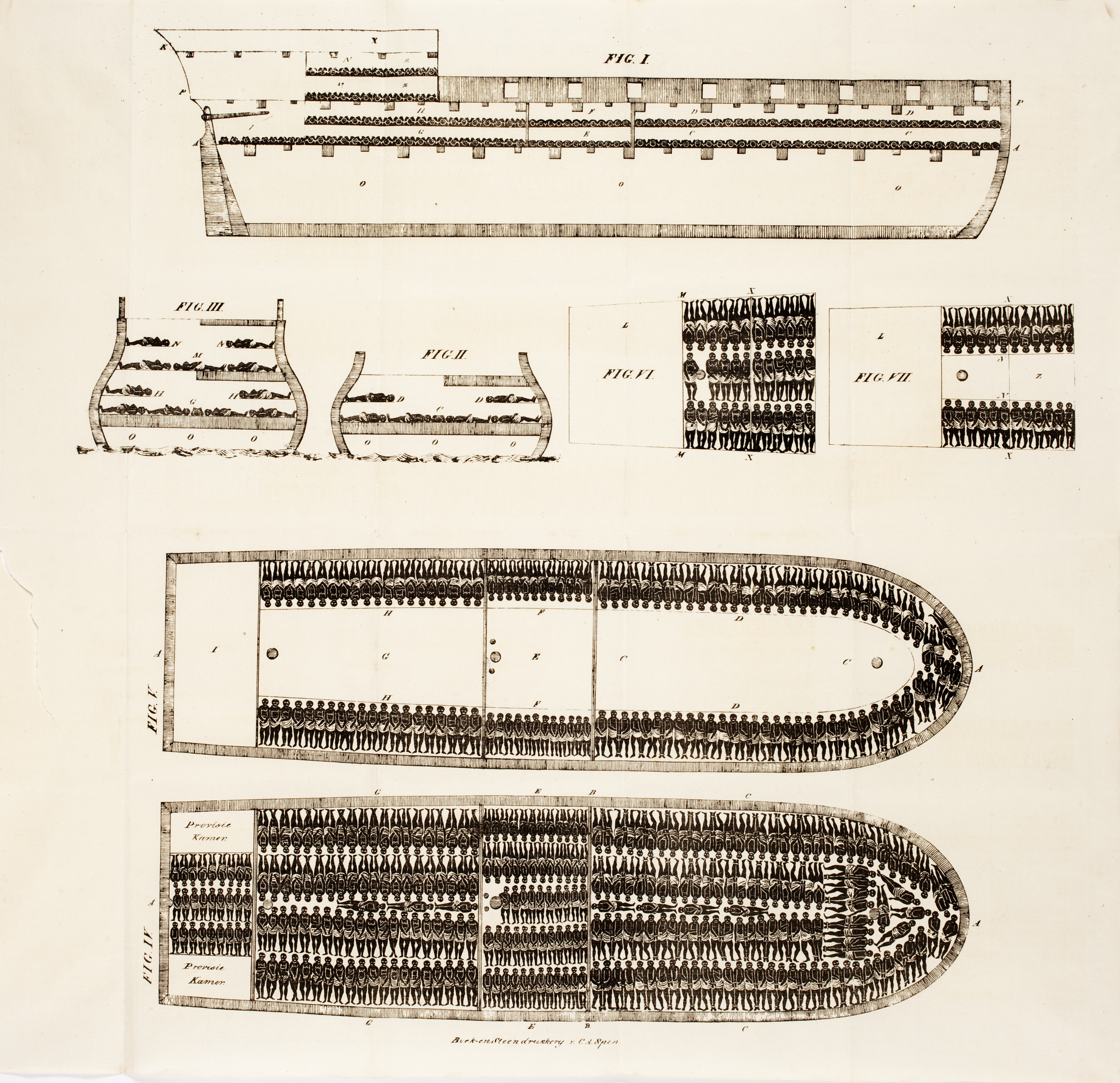
Schéma d'un grand navire négrier, vers 1822

### Sucre, esclavage et plantations
Le sucre était l'autre grand produit d'exportation de l'époque coloniale, utilisant les facteurs de dotation que sont les sols fertiles, le climat tropical et les zones de culture proches des côtes pour transporter le sucre raffiné vers l'Europe. La main-d'œuvre, facteur-clé de la production, faisait défaut, car les populations indigènes des zones tropicales étaient initialement peu nombreuses et ne disposaient pas d'un système préexistant de tribut et d'exigences en matière de main-d'œuvre et de travail obligatoire. Cette petite population a ensuite entièrement disparu. Le Brésil, le Venezuela et les îles des Caraïbes ont cultivé le sucre à grande échelle, en utilisant une main-d'œuvre composée d'esclaves africains, deuis la première période de la colonisation ibérique jusqu'au milieu du XIXe siècle. Les régions sucrières comptaient un très petit nombre de riches propriétaires blancs, tandis que la grande majorité de la population était constituée d'esclaves noirs. La structure de la culture et de la transformation du sucre a eu un impact majeur sur le développement des économies. Le sucre doit être transformé immédiatement après la coupe de la canne, de sorte que la culture et la transformation se font dans le cadre d'une seule et même entreprise. Ces deux activités nécessitaient des capitaux et des crédits importants, une main-d'œuvre qualifiée et spécialisée, ainsi qu'un grand nombre d'esclaves pour la culture et la récolte.
La traite des esclaves était initialement aux mains des Portugais, qui contrôlaient les côtes de l'Afrique de l'Ouest et de l'Est ainsi que l'océan Indien. La traite atlantique faisait que la majeure partie des esclaves était originaire d'Afrique de l'Ouest. Des zones de transit étaient établies en Afrique de l'Ouest et les navires négriers rassemblaient un grand nombre d'esclaves, qui devaient d'abord traverser l'Atlantique par le Passage du milieu. S'ils survivaient à la traversée, ils étaient ensuite vendus sur les marchés aux esclaves des villes portuaires du Brésil et de l'Amérique espagnole. Les Britanniques ont tenté de supprimer la traite des esclaves, mais celle-ci s'est poursuivie jusque dans les années 1840, l'esclavage demeurant un système de travail jusqu'à la fin du XIXe siècle au Brésil et à Cuba.

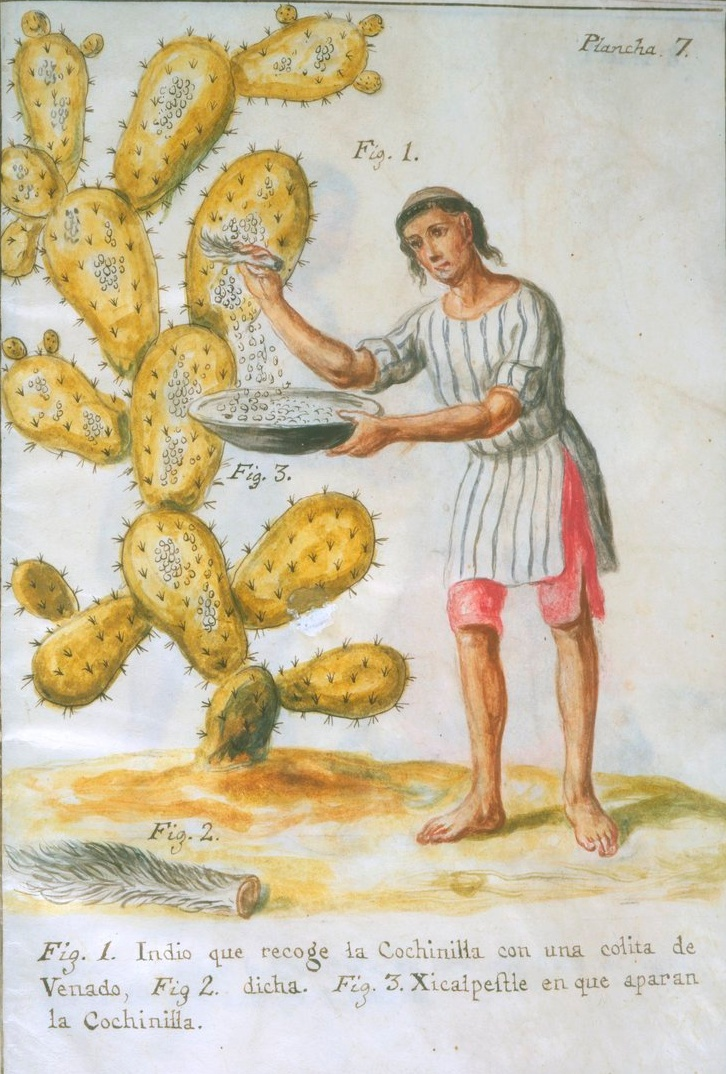
Indien mexicain ramassant la cochenille avec une queue de cerf par José Antonio Alzate (1777)

### Développement de l'économie coloniale

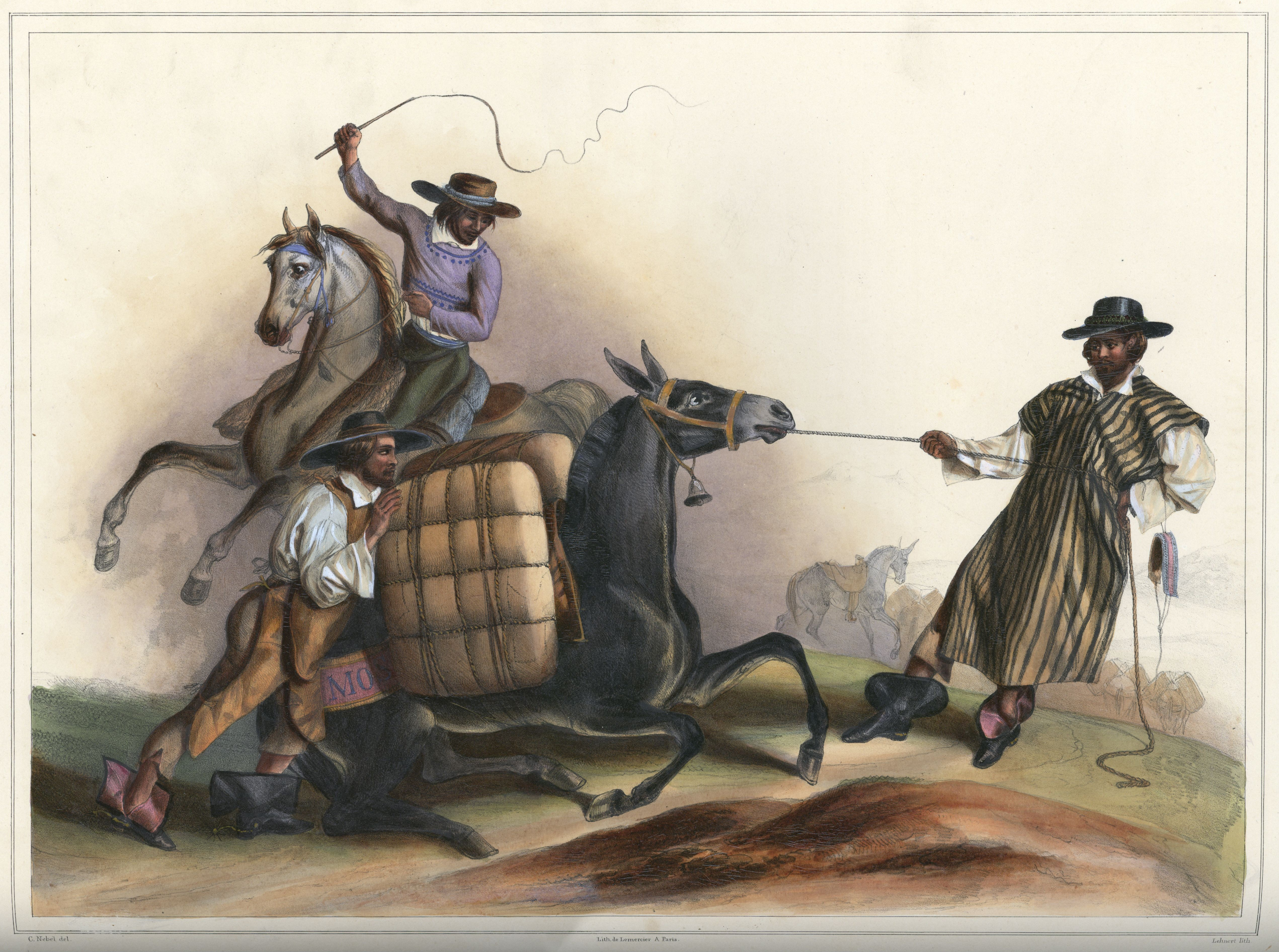
Les mules étaient le principal moyen de transport terrestre des marchandises en Amérique espagnole, car il y avait peu de routes praticables par des charrettes ou des voitures. Gravure de Carl Nebel

En Amérique espagnole, l'économie initiale reposait sur le tribut et le travail des populations indigènes, encadrées par une petite minorité d'Espagnols. Au fur et à mesure que la population espagnole augmentait et s'installait dans les villes coloniales nouvellement fondées, des entreprises ont été créées pour approvisionner ces populations urbaines en denrées alimentaires et autres produits de première nécessité. Cela s'est traduit par le développement d'entreprises agricoles et d'élevages bovins et ovins à proximité des villes, de sorte que le développement de l'économie rurale était étroitement lié à celui des centres urbains.
L'un des principaux facteurs de développement de l'économie coloniale et de son intégration à l'économie mondiale émergente a été la difficulté des transports. Il n'y avait pas de rivières navigables pour assurer un transport bon marché, et peu de routes, ce qui signifiait que les animaux de trait étaient largement utilisés, en particulier les mules pour le transport de marchandises. L'acheminement des marchandises vers les marchés ou les ports était généralement assuré par des trains de mules.
D'autres produits agricoles d'exportation ont été produits au cours de cette première période : la cochenille, un colorant rouge résistant à la lumière, fabriqué à partir du corps d'insectes vivants sur des cactus nopal au Mexique : le cacao, un produit tropical cultivé à l'époque préhispanique dans le centre du Mexique et en Amérique centrale (Mésoamérique) ; l'indigo, cultivé en Amérique centrale ; la vanille, cultivée dans les régions tropicales du Mexique et de l'Amérique centrale. La production était entre les mains de quelques personnes riches, tandis que la main-d'œuvre était pauvre et indigène. Dans les régions dépourvues de populations indigènes importantes ou de ressources minérales exploitables, une économie pastorale d'élevage s'est développée.

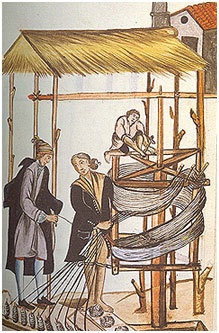
Atelier textile péruvien, ou obraje.

L'impact environnemental de l'activité économique, y compris l'échange colombien, est devenu un sujet de recherche ces dernières années,,,. L'importation de moutons a porté atteinte à l'environnement, car le fait qu'ils broutent l'herbe jusqu'à la racine empêche sa régénération. Les bovins, les ovins, les chevaux et les ânes importés d'Europe ont proliféré dans les haciendas et les ranchs des régions à faible densité humaine et ont contribué au développement des économies régionales. Les bovins et ovins étaient utilisés pour l'alimentation ainsi que pour le cuir, le suif, la laine et d'autres produits. Les mules étaient indispensables au transport des marchandises et des personnes, d'autant plus que les routes n'étaient pas asphaltées et pratiquement impraticables pendant la saison des pluies. Quelques grands propriétaires s'enrichissaient grâce aux économies d'échelle et tiraient leurs profits de l'approvisionnement des économies locales et régionales, mais la majorité de la population rurale était pauvre.

### Biens manufacturés
La plupart des produits manufacturés destinés aux élites étaient d'origine européenne, notamment le textile et les livres, la porcelaine et la soie provenant de Chine via les échanges commerciaux avec les Philippines, fournis par le galion de Manille. Les bénéfices des économies d'exportation coloniales ont permis aux élites d'acheter ces produits de luxe étrangers. Il n'y avait pratiquement pas de fabrication locale des biens de consommation, à l'exception des tissus de laine grossière fabriqués à partir de moutons élevés localement et destinés à un marché urbain de masse. Le tissu était produit dans des ateliers textiles à petite échelle, mieux documentés au Pérou et au Mexique, appelés obrajes, qui faisaient également office de lieux de détention. On produisait également de l'alcool bon marché pour les pauvres, notamment du pulque, de la chicha et du rhum, mais les élites hispano-américaines buvaient du vin importé d'Espagne. Le tabac était cultivé dans diverses régions d'Amérique latine pour la consommation locale, mais au XVIIIe siècle, la couronne espagnole a créé un monopole sur la culture du tabac et a créé des manufactures royales pour produire des cigares et des cigarettes.
La coca, plante andine aujourd'hui transformée en cocaïne, était cultivée et les feuilles étaient consommées par les indigènes, en particulier dans les régions minières. La production et la distribution de coca sont devenues de grandes entreprises, aux mains de propriétaires espagnols, des spéculateurs et des marchands, mais les consommateurs étaient principalement des mineurs indigènes. L'Église catholique a bénéficié de la production de coca, qui était de loin le produit agricole le plus précieux et contribuait à la dîme, une taxe de 10 % sur l'agriculture au profit de l'Église.

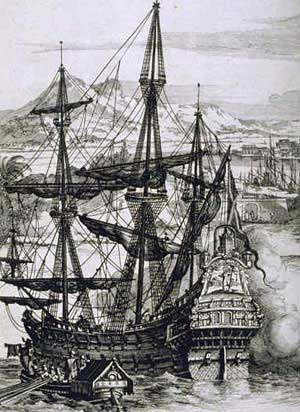
Galion espagnol, pilier de la navigation transatlantique et transpacifique, gravure d'Albrecht Dürer

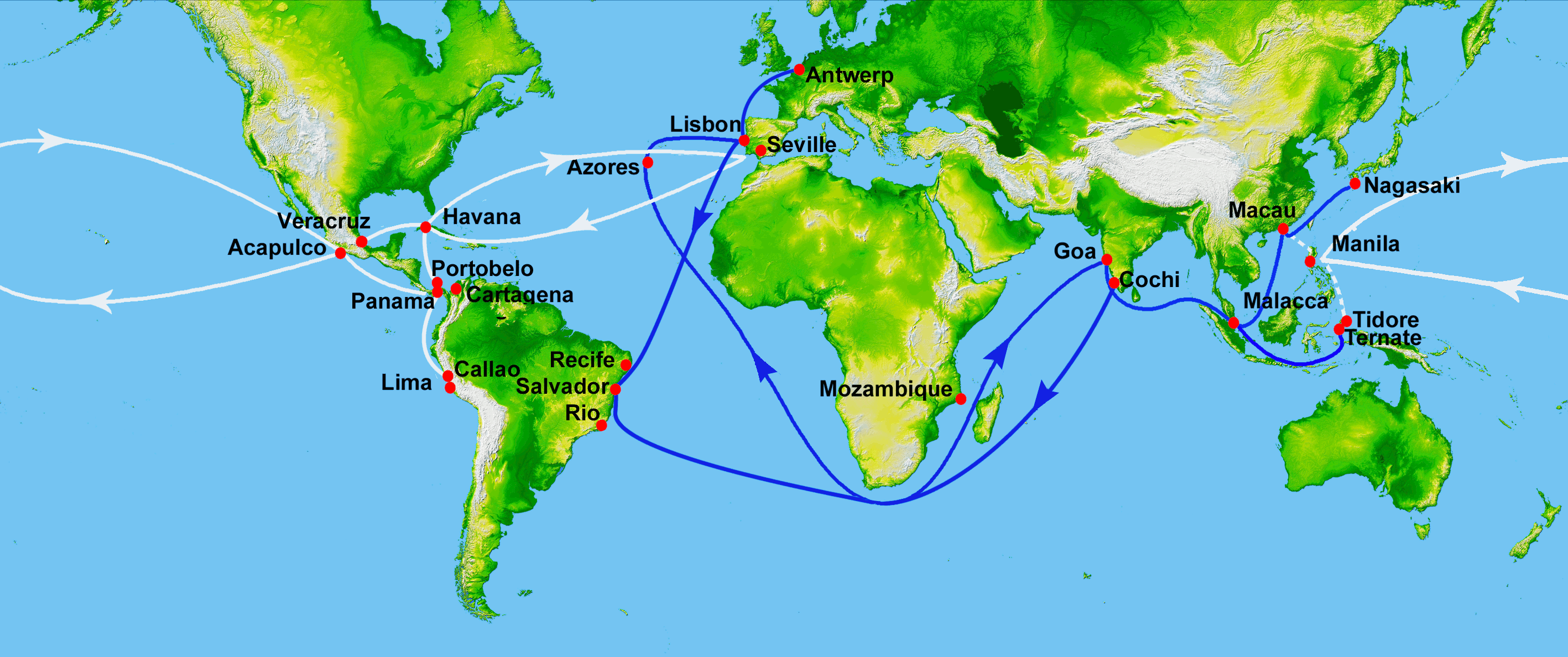
Les lignes blanches représentent la route des galions de Manille dans le Pacifique et de la Flotte des Indes en Atlantique. Le bleu représente les routes portugaises. Il existait également un commerce direct entre l'Afrique de l'Ouest et le Brésil.

### Commerce transatlantique et transpacifique dans un système fermé
Le commerce transatlantique était réglementé par la Casa de Contratación (Maison du commerce) royale basée à Séville. Le commerce interrégional était fortement limité, les marchands basés en Espagne et ayant des relations à l'étranger dans les principaux centres coloniaux contrôlant le commerce transatlantique,,,. Au XVIIIe siècle, les négociants britanniques ont commencé à pénétrer le système espagnol, théoriquement fermé, et la couronne espagnole a institué une série de changements de politique, connus sous le nom de réformes bourboniennes, destinées à renforcer le contrôle de la couronne sur l'Amérique espagnole. Toutefois, l'instauration du comercio libre (libre commerce), différent du libre-échange moderne, mais qui permettait à tous les ports espagnols et hispano-américains d'être accessibles les uns aux autres, à l'exclusion des commerçants étrangers, avait pour but de stimuler l'activité économique tout en maintenant le contrôle de la Couronne. Au moment des indépendances, au début du XIXe siècle, l'Amérique espagnole et le Brésil n'avaient pas d'investissements étrangers ni de contacts directs et légaux avec des partenaires économiques autres que ceux autorisés dans le cadre du commerce contrôlé.
Bien que la législation adoptée par les Bourbons ait beaucoup contribué à réformer l'Empire, elle n'a pas suffi à le sauver. Les tensions raciales n'ont cessé de croître et le mécontentement massif a conduit à un certain nombre de révoltes, dont les plus importantes sont la rébellion de Túpac Amaru II et les Révoltes des Comuneros. Les criollos, les mestizos et les Indiens étaient le plus souvent impliqués dans ces révoltes. Au fil du temps, les entraves au commerce et le climat de révoltes ont conduit aux guerres pour l'indépendance des colonies américaines.

### Impact économique de l'indépendance
L'indépendance de l'Amérique espagnole (à l'exception de Cuba et Porto Rico) et du Brésil au début du XIXe siècle a eu des conséquences économiques, en plus des conséquences politiques évidentes liées à la souveraineté. Les nouveaux États-nations se sont insérés dans l'économie internationale. Cependant, le fossé entre l'Amérique latine et l'Amérique anglo-saxonne s'est creusé. Les chercheurs ont tenté d'expliquer les divergences de développement et de prospérité hémisphériques entre l'Amérique latine et l'Amérique du Nord britannique (États-Unis et Canada), en cherchant à comprendre comment les économies latino-américaines ont été distancées par l'Amérique du Nord anglaise, qui est devenue un moteur économique au XIXe siècle,,,.
Avant l'indépendance, l'Amérique espagnole et le Brésil étaient plus importants sur le plan économique que les petites colonies anglaises de la côte atlantique de l'Amérique du Nord. Les colonies anglaises du centre de l'Atlantique, de la Nouvelle-Angleterre et du Canada bénéficiaient d'un climat tempéré, ne comptaient pas de populations indigènes importantes dont la main-d'œuvre pouvait être exploitée et n'exportaient pas de produits de base importants qui auraient encouragé l'importation d'esclaves noirs. Les colonies anglaises du sud, qui pratiquaient l'agriculture de plantation et comptaient d'importantes populations d'esclaves, présentaient davantage de caractéristiques communes avec le Brésil et les Caraïbes que les colonies anglaises du nord. Cette région est caractérisée par l'exploitation agricole familiale, avec une population homogène d'origine européenne, sans clivage marqué entre les riches et les pauvres. Contrairement à l'Amérique espagnole et au Brésil, qui limitaient l'immigration, les colonies anglaises du nord attiraient les migrants, encouragés par la Couronne britannique.
Avec l'indépendance, les marchands espagnols d'origine ibérique, qui jouaient un rôle clé dans le commerce transatlantique et l'accès au crédit pour les mineurs d'argent, ont quitté le continent en s'exilant, en étant expulsés ou en perdant la vie, vidant les pays nouvellement indépendants de leurs entrepreneurs. Le travail forcé des indigènes (mita) a été aboli dans la région andine, et peu d'entre eux ont continué à travailler sur une base volontaire. L'esclavage africain n'a pas été aboli au moment de l'indépendance, mais dans de nombreuses régions de l'Amérique espagnole, il avait déjà perdu de son importance en tant que source de main-d'œuvre. Au Brésil, dans la période qui a suivi l'indépendance, les esclaves africains ont été largement utilisés dans le cadre du développement du café en tant que principal produit d'exportation. Avec la révolution en Haïti, qui a aboli l'esclavage, de nombreux propriétaires de plantations sucrières se sont installés à Cuba, où le sucre est devenu la principale culture commerciale.

### Début de la période post-indépendance (1830–1870)

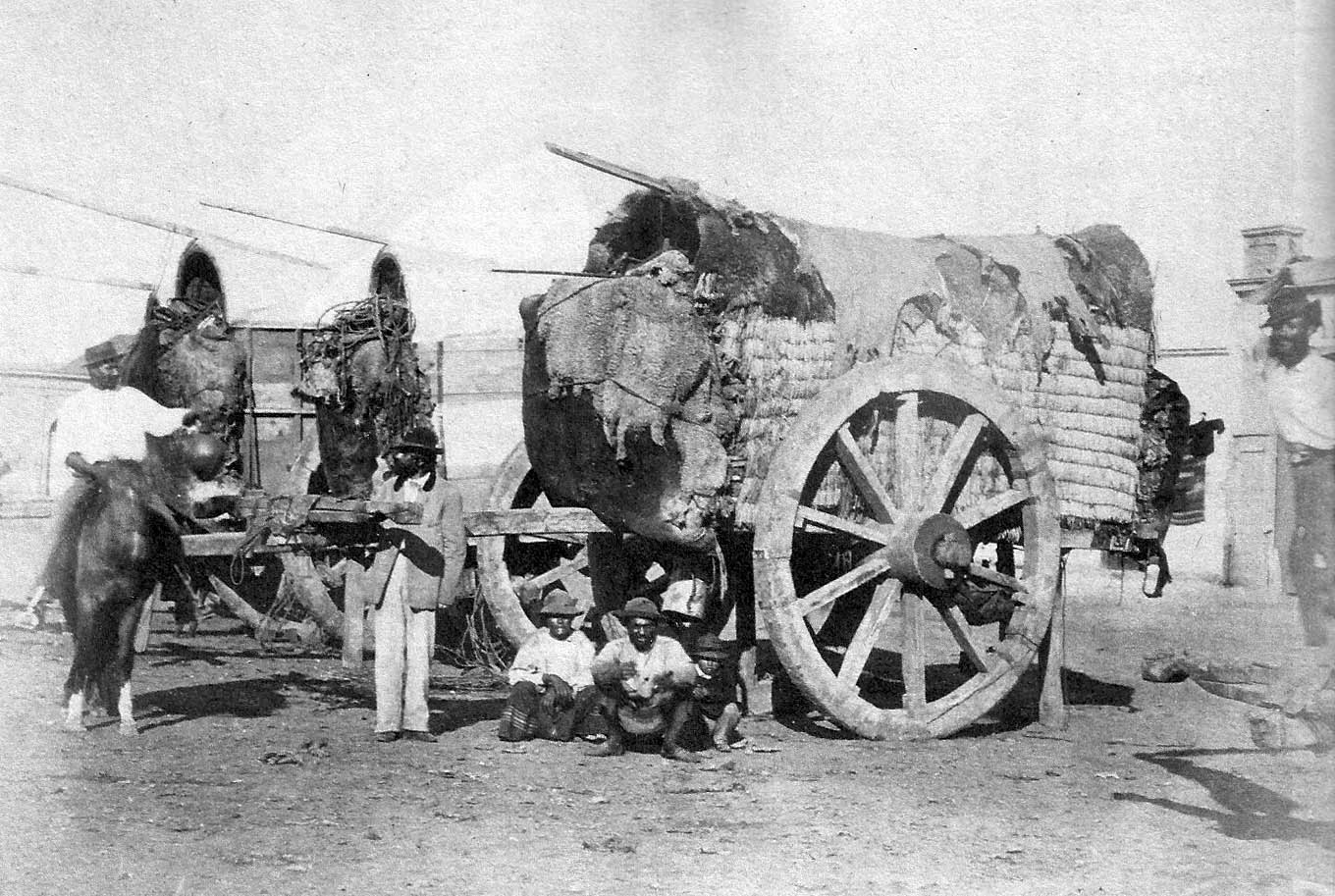
Les chariots de campagne argentins (carretas) (1864) ont été introduits par les Espagnols à la fin du XVI comme moyen de transport pour les passagers et les marchandises.

En Amérique espagnole, la disparition des restrictions économiques de l'ère coloniale (à l'exception de Cuba et Porto Rico) n'a pas entraîné une expansion économique immédiate « parce que les investissements, les marchés régionaux, les systèmes de crédit et de transport ont été perturbés » pendant les conflits liés à l'indépendance. Certaines régions ont été confrontées à une plus grande continuité par rapport aux modèles économiques de l'ère coloniale, principalement celles qui n'étaient pas impliquées dans l'extraction d'argent et qui étaient en marge de l'économie coloniale. Les républiques hispano-américaines nouvellement indépendantes ont bien perçu la nécessité de remplacer le droit commercial colonial espagnol, mais elles n'ont mis en place un nouveau code qu'après le milieu du XIXe siècle, en raison de l'instabilité politique et du manque d'expertise juridique. Jusqu'à ce que les nouvelles nations souveraines se dotent d'une constitution, la tâche d'élaborer de nouvelles lois était largement en suspens. Les assemblées législatives étaient composées d'hommes qui n'avaient aucune expérience préalable de la gouvernance, de sorte qu'il était difficile de rédiger des lois, y compris celles visant à façonner l'activité économique. L'absence d'une structure politique stable ou d'un cadre juridique garantissant les droits de propriété rendait les entrepreneurs potentiels, y compris étrangers, moins enclins à investir. La domination des grandes propriétés foncières s'est poursuivie tout au long du début du XIXe siècle et au-delà.

### Rôle des puissances étrangères
L'indépendance politique de l'Amérique latine s'est avéréeé irréversible, mais les gouvernements faibles des États-nations hispano-américains n'ont pas pu reproduire les conditions généralement pacifiques de l'ère coloniale. Bien que les États-Unis ne soient pas une puissance mondiale à cette époque, ils revendiquent leur autorité sur l'hémisphère avec la doctrine Monroe (1823). Le Royaume-Uni, premier pays à s'industrialiser et puissance mondiale dominant le XIXe siècle, choisit de ne pas affirmer son pouvoir impérial pour gouverner directement l'Amérique latine, mais elle exerce une influence sur les économies latino-américaines par le biais du néocolonialisme. Les investissements privés britanniques en Amérique latines commencent dès l'époque de l'indépendance et prennent de l'ampleur au cours du XIXe siècle. Dans une moindre mesure, le gouvernement britannique a cherché à obtenir la clause de la nation la plus favorisée dans le commerce, mais, selon l'historien britannique D.C.M. Platt, il n'a pas promu d'entreprises commerciales britanniques particulières,. Le Royaume-Uni cherche à mettre fin à la traite des esclaves africains vers le Brésil et les colonies espagnoles de Cuba et Porto Rico et à ouvrir l'Amérique latine aux marchands britanniques. L'Amérique latine est devenu un débouché pour les produits manufacturés britanniques, mais les résultats ont été décevants lorsque les marchands s'attendaient à être payés en argent. Toutefois, les exportations latino-américaines vers le marché britannique ont stimulé la croissance économique juste après le milieu du XIXe siècle.

## Augmentation des exportations (1870–1914)

Drapeau du Brésil avec la devise Ordre et Progrès

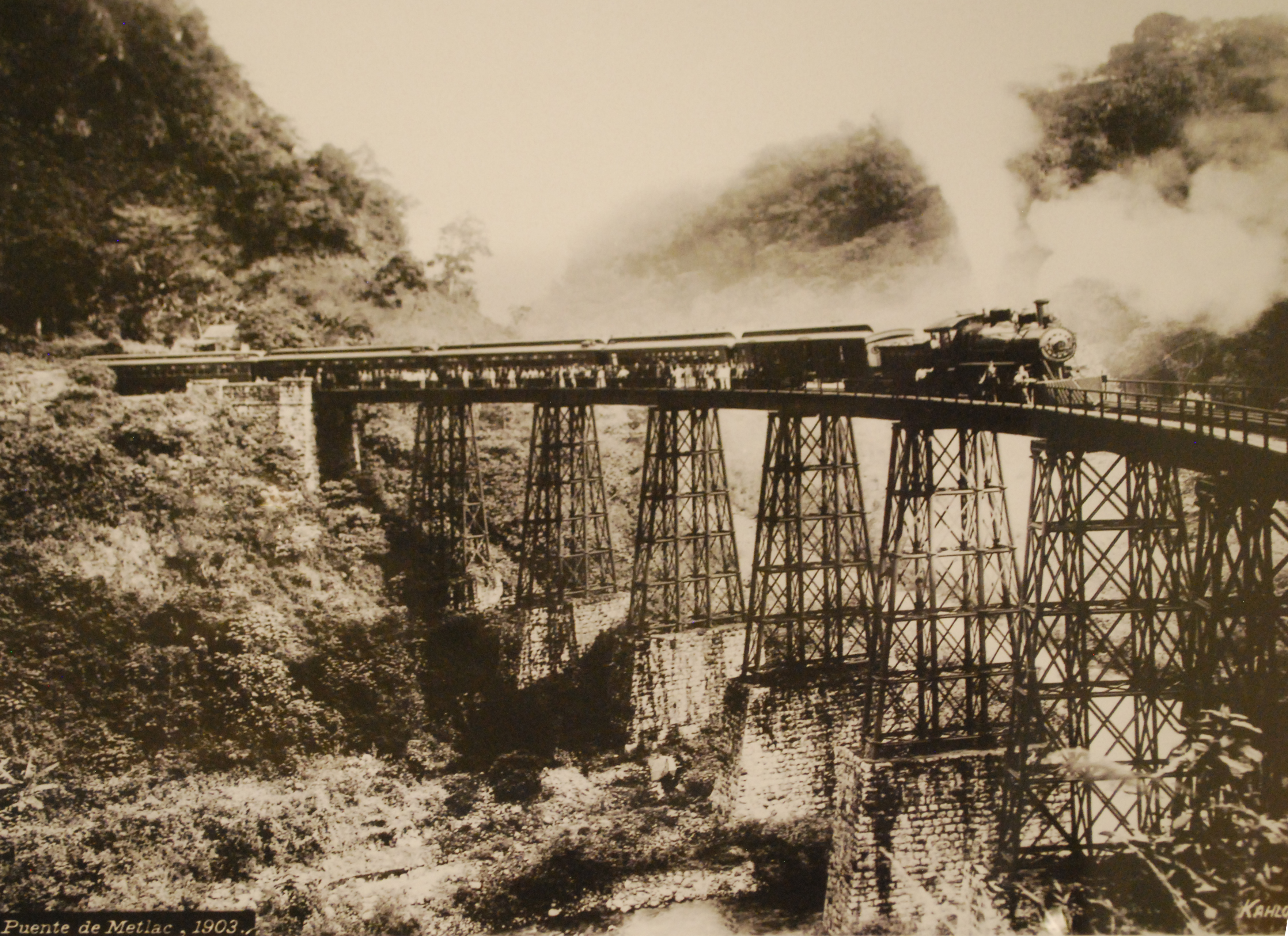
Pont ferroviaire mexicain, un exemple d'ingénierie qui a surmonté des barrières géographiques et permis une circulation efficace des biens et des personnes.

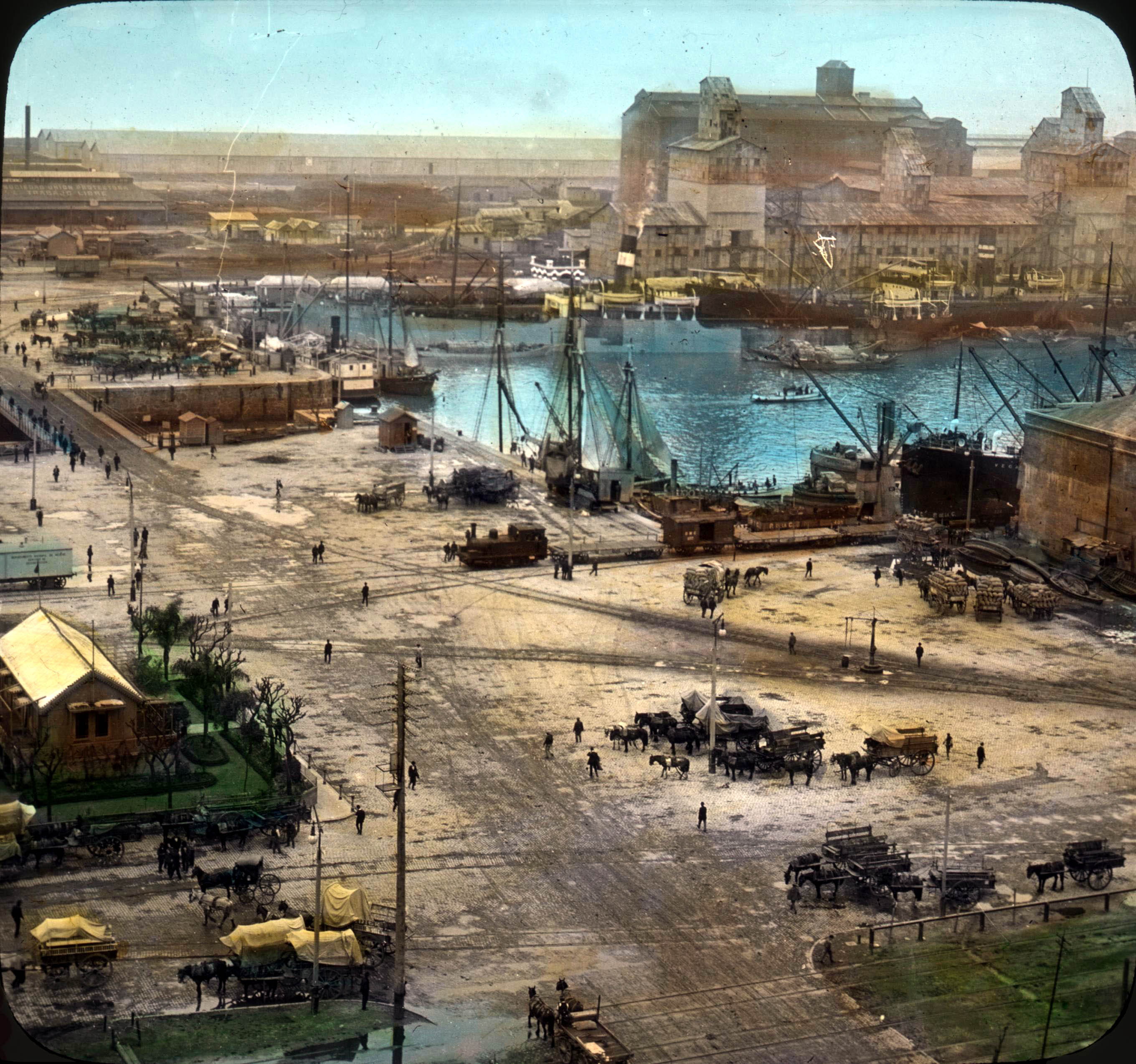
Docks de Buenos Aires, 1915. Les docks et le système ferroviaire financés par les Britanniques ont créé un secteur agro-exportateur dynamique qui reste un pilier économique.

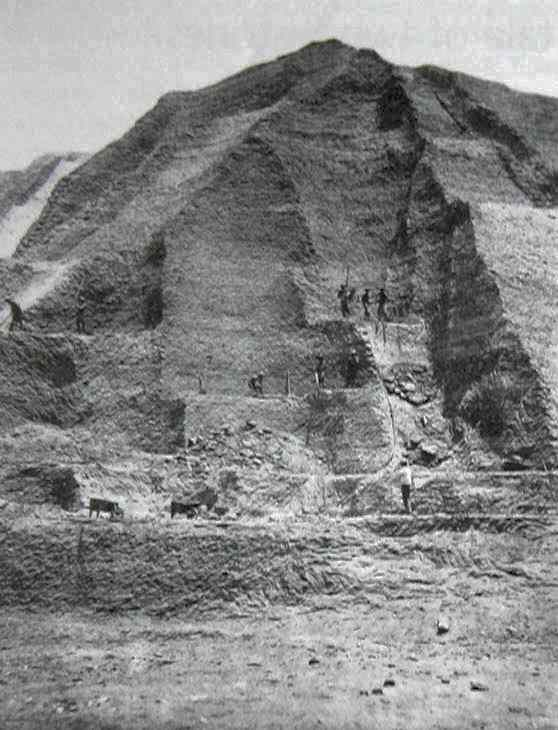
Extraction de guano dans les îles Chincha au large de la côte du Pérou vers 1860.

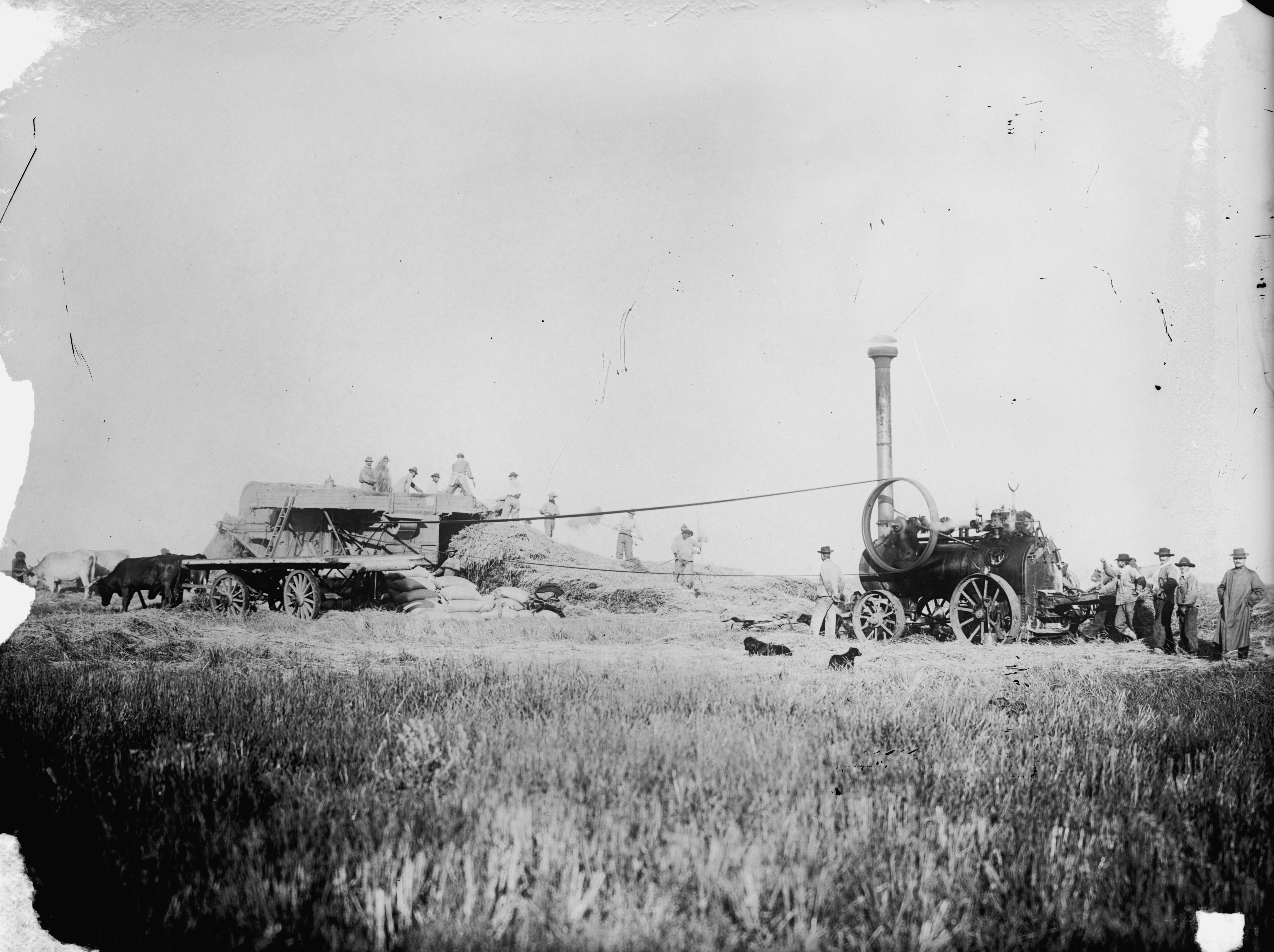
La mécanisation était possible dans la culture du blé. Batteuse, province de Buenos Aires, Argentine, années 1910

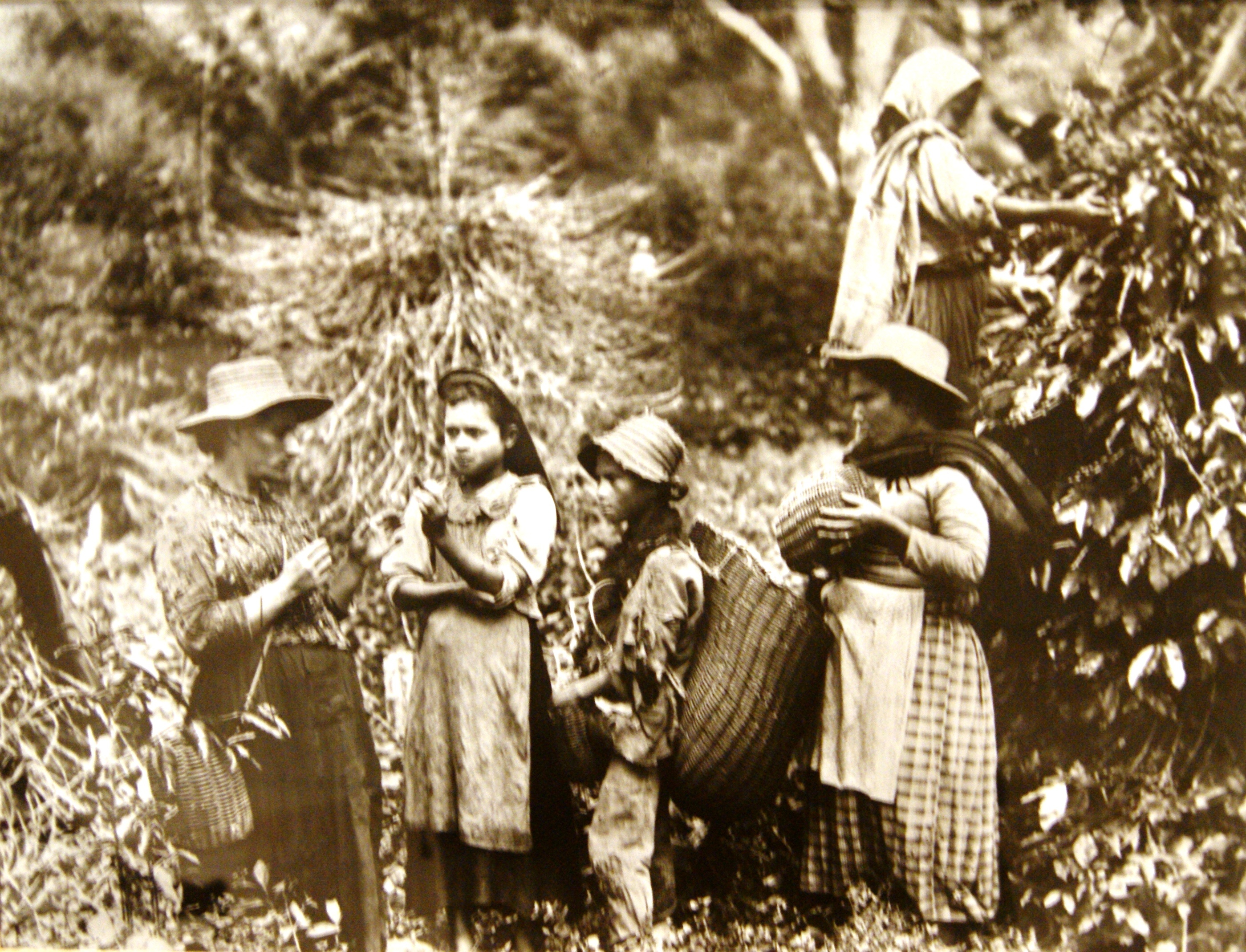
Travail des femmes et des enfants dans les plantations de café en Colombie, 1910

La fin du XIXe siècle est marquée par un changement fondamental dans les nouvelles nations latino-américaines en développement. Cette transition s'est caractérisée par une réorientation vers les marchés mondiaux, déjà bien entamée avant 1880. Lorsque l'Europe et les États-Unis ont connu un essor de l'industrialisation, ils ont pris conscience de la valeur des matières premières en Amérique latine, ce qui a poussé les pays latino-américains à s'orienter vers des économies d'exportation. Cette croissance économique a également catalysé des développements sociaux et politiques qui ont constitué un nouvel ordre. L'historien Colin M. Lewis affirme que « en termes relatifs, aucune autre région du monde n'a enregistré une augmentation similaire de sa part dans le commerce mondial, la finance et la population : l'Amérique latine a acquis une présence relative dans l'économie mondiale au détriment d'autres régions ».

### Politiques gouvernementales favorables
Lorsque la situation politique se stabilise vers la fin du XIXe siècle, de nombreux gouvernements promeuvent activement des politiques visant à attirer les capitaux et la main-d'œuvre. L'expression « Ordre et Progrès » était un concept-clé de cette nouvelle étape du développement de l'Amérique latine, et a d'ailleurs été inscrite sur le drapeau de la république du Brésil en 1889, à la suite de l'éviction de la monarchie. Le Mexique a créé des garanties juridiques pour les investisseurs étrangers sous le régime de Porfirio Díaz (1876–1911), qui a mis un terme à l'héritage de la loi coloniale. Cette dernière conférait à l'État des droits sur le sous-sol et donnait des droits de pleine propriété aux investisseurs privés. En Argentine, la constitution de 1853 accorde aux étrangers des droits civils fondamentaux. De nombreux gouvernements ont activement encouragé l'immigration étrangère, à la fois pour créer une main-d'œuvre à bas salaire, mais aussi pour modifier le profil racial et ethnique des populations. Les lois garantissant la tolérance religieuse ont ouvert la porte aux protestants. Après avoir signé des traités inégaux avec les puissances coloniales, les principaux pays d'Amérique latine ont pu mettre en œuvre des politiques commerciales autonomes au cours de cette période. Ils ont imposé des droits de douane à l'importation parmi les plus élevés au monde, avec des droits de douane moyens compris entre 17 % et 47 % Le revenu moyen par habitant augmente au cours de cette période à un rythme annuel de 1,8 %.

### Transport et communication
Les révolutions dans le domaine des communications et des transports ont eu un impact majeur sur l'économie. Une grande partie de l'infrastructure a été construite grâce à des financements étrangers, les financiers passant de l'octroi de prêts aux gouvernements à des investissements dans l'infrastructure, tels que les chemins de fer et l'exploitation minière et pétrolière. La construction de chemins de fer a transformé l'économie de nombreuses régions. En l'absence de réseaux fluviaux navigables, qui avaient facilité le développement économique des États-Unis, l'innovation que représente la construction de chemins de fer a permis de surmonter des obstacles topographiques importants et des coûts de transaction élevés. Lorsque de grands réseaux ont été construits, ils ont facilité l'intégration économique nationale et ont permis de relier les zones de production aux ports et aux frontières pour le commerce régional ou international. « L'augmentation des exportations de matières premières, l'augmentation des importations de biens d'équipement, l'expansion des activités qui dépendent directement et indirectement des investissements étrangers, l'augmentation de la part de l'industrie manufacturière moderne dans la production et une augmentation généralisée du rythme et de la portée de l'activité économique sont toutes étroitement liées au calendrier et à la nature du développement des infrastructures de la région ». Dans certains cas, les lignes de chemin de fer n'ont pas entraîné de changements économiques importants, les zones de production ou d'extraction étant directement reliées aux ports sans être reliées à des réseaux internes plus vastes. Un exemple est la ligne construite depuis la zone de nitrate dans le nord du Chili, saisie pendant la Guerre du Pacifique, jusqu'à la côte. Les capitaux britanniques ont facilité la construction de chemins de fer en Argentine, au Brésil, au Pérou et au Mexique, avec un impact économique significatif,.
Des investissements ont été réalisés pour améliorer les installations portuaires afin d'accueillir les navires à vapeur, ce qui a permis d'éliminer un goulet d'étranglement dans les liaisons de transport et de réduire considérablement les coûts du transport maritime. Le Brésil et l'Argentine ont connu la plus forte croissance dans le domaine de la navigation marchande à vapeur, avec des navires étrangers et nationaux participant au commerce. Bien que l'amélioration des installations portuaires ait eu un impact sur les économies latino-américaines, ce sujet n'a pas fait l'objet d'études approfondies. L'ouverture de nouvelles installations portuaires à Buenos Aires en 1897 constitue une exception. Les innovations en matière de communication, notamment le télégraphe et les câbles sous-marins, ont facilité la transmission d'informations, essentielles à la gestion d'entreprises très éloignées. Les lignes télégraphiques étaient souvent construites à côté des lignes de chemin de fer.

### Exportation de marchandises

#### Guano
Le guano, excrément d'oiseau contenant de grandes quantités de nitrates utilisés comme engrais, a été l'un des premiers produits d'exportation du Pérou à connaître une période de prospérité et de récession. Les gisements situés sur des îles appartenant au Pérou ont été exploités industriellement et exportés vers l'Europe. L'extraction a été facilitée par la politique du gouvernement péruvien.

#### Sucre
Le sucre est resté un produit d'exportation important, mais il a perdu de son importance au Brésil, qui s'est tourné vers la culture du café. Le sucre s'est développé dans les dernières colonies espagnoles de Cuba et Porto Rico grâce au travail des esclaves africains, qui était encore légal dans l'empire espagnol,. Le sucre était auparavant considéré comme un luxe pour les consommateurs peu fortunés, mais la baisse de son prix a entraîné le développement d'un marché de masse,. Auparavant, Cuba disposait d'une gamme de produits agricoles, mais elle est devenue essentiellement une monoculture d'exportation, le tabac continuant d'être cultivé pour la consommation intérieure et l'exportation.

#### Céréales
La production de blé pour l'exportation a été stimulée au Chili pendant la ruée vers l'or en Californie au milieu du XIXe siècle, mais elle s'est arrêtée lorsque les infrastructures de transport ont été construites aux États-Unis. En Argentine, le blé est devenu un produit d'exportation majeur vers le Royaume-Uni, car les coûts de transport avaient suffisamment baissé pour rendre ce produit rentable. La culture du blé sur les terres fertiles de la pampa a été mécanisée durant cette période.

#### Café
La demande étrangère de café ayant augmenté au XIXe siècle, de nombreuses régions d'Amérique latine se sont tournées vers sa culture, lorsque le climat s'y prêtait. Le Brésil, le Venezuela, la Colombie, le Guatemala, le Salvador et le Costa Rica sont devenus de grands producteurs de café, ce qui a bouleversé les régimes fonciers traditionnels et nécessité une main-d'œuvre sûre. Le Brésil est devenu dépendant de la seule culture du café. L'expansion de la caféiculture a été un facteur important de la persistance de l'esclavage au Brésil, où il était en déclin à mesure que la part du Brésil dans la production de sucre diminuait. Le travail des esclaves a été réorienté vers la culture du café.

#### Caoutchouc
La fièvre du caoutchouc en Amazonie est un exemple de croissance et de récession dans le secteur des matières premières. Avec l'accélération de l'industrialisation et l'invention de l'automobile, le caoutchouc est devenu un élément important. Présents naturellement au Brésil et au Pérou, les hévéas étaient exploités par des ouvriers qui récoltaient la sève brute pour la transformer par la suite. Les abus commis à l'encontre des indigènes ont été relatés par le consul britannique, Sir Roger Casement.

#### Pétrole
Avec la découverte de pétrole sur la côte du Golfe du Mexique, les entreprises britanniques et américaines ont investi massivement dans le forage de pétrole brut (en). Les lois adoptées sous le régime de Porfirio Díaz ont transféré les droits sur les ressources du sous-sol de l'État aux compagnies pétrolières, qui possédaient grâce à ces politiques libérales la pleine propriété sur l'exploitation des gisements. La propriété étrangère s'achève en 1938 au Mexique, avec l'expropriation des compagnies. D'importants gisements sont découverts au Venezuela (es) au début du XXe siècle et fournissent au pays son principal produit d'exportation.

#### Secteur minier

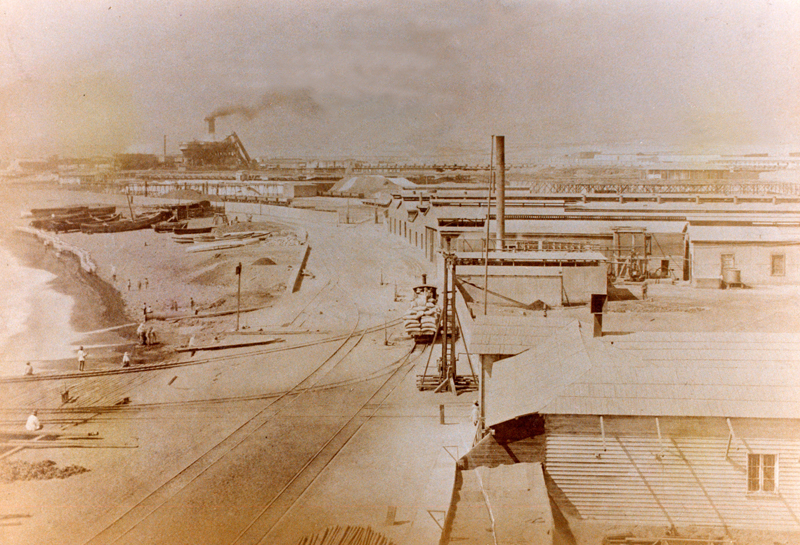
Port d'Antofagasta, Chili, d'où était expédié le salpêtre

L'argent a décliné en tant que principal produit d'exportation, et des minéraux tels que le cuivre et l'étain ont gagné en importance à partir de la fin du XIXe siècle, grâce à l'apport d'investisseurs étrangers. L'étain est devenu le principal produit d'exportation de la Bolivie, remplaçant l'argent. Cependant, c'est l'exploitation de l'argent qui a permis la construction des lignes de chemin de fer, qui en retour, ont permis à l'exploitation de l'étain (en) d'être rentable. Au Chili, le cuivre est devenu le principal produit d'exportation. C'était également une industrie importante au Mexique. L'extraction de nitrates dans les régions que le Chili a acquises de la Bolivie et du Pérou lors de sa victoire dans la Guerre du Pacifique est devenue une importante source de revenus.

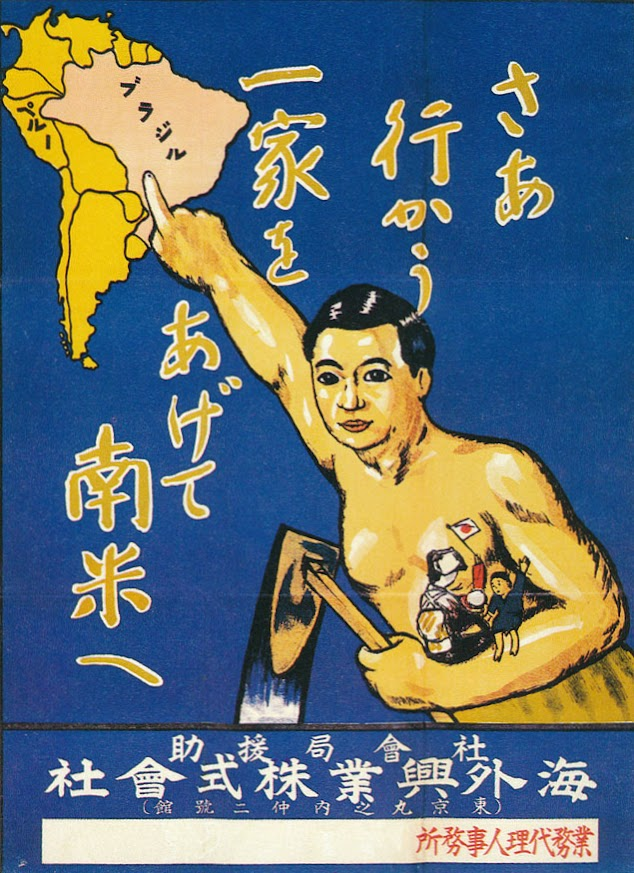
Affiche utilisée au Japon pour attirer les immigrants au Brésil. On peut y lire : « Allons en Amérique du Sud avec nos familles »

### Dégradation environnementale
Les chercheurs sont de plus en plus intéressés aux coûts environnementaux des économies d'exportation, notamment la déforestation, l'impact de la monoculture du sucre, des bananes et d'autres produits agricoles d'exportation, l'exploitation minière et d'autres industries extractives sur l'air, les sols et les populations humaines.

### Immigration et travail
Après les indépendances, la plupart des pays d'Amérique latine ont essayé d'attirer des immigrants, mais ce n'est qu'après avoir assuré une certaine stabilité politique, l'augmentation des investissements étrangers et la diminution des coûts de transport que les immigrants sont arrivés en grand nombre. L'immigration en provenance d'Europe et d'Asie a fourni une main-d'œuvre à bas salaire pour l'agriculture et l'industrie,. Les immigrants étrangers étaient attirés par certains pays d'Amérique latine : l'Argentine, le Brésil (après l'abolition de l'esclavage), l'Uruguay et Cuba, mais les États-Unis ont été la première destination au cours de cette période. Les migrations saisonnières entre l'Italie et l'Argentine se sont développées, les travailleurs (appelés golondrinas, « hirondelles ») pouvant profiter des différences saisonnières dans les récoltes et des salaires plus élevés versés en Argentine. Nombre d'entre eux étaient des hommes célibataires.
Au Pérou, des travailleurs chinois ont été amenés à travailler comme de véritables esclaves dans les plantations de sucre de la côte, ce qui a permis à l'industrie de survivre, mais lorsque l'immigration a pris fin dans les années 1870, les propriétaires terriens ont cherché des travailleurs domestiques qui ont migré d'autres régions du Pérou et ont été maintenus dans des conditions coercitives,. Au Brésil, le recrutement de travailleurs japonais (en) a été important pour l'industrie du café après l'abolition de l'esclavage. Le Brésil a également subventionné l'immigration en provenance d'Europe, fournissant une main-d'œuvre à bas salaire pour la culture du café.
La main-d'œuvre s'est également élargie pour inclure des femmes travaillant en dehors de la sphère domestique, notamment dans la culture du café au Guatemala et dans le secteur industriel, examiné dans une étude de cas à Antioquia en Colombie.

## Émergence d'un nouvel ordre (1914–1945)

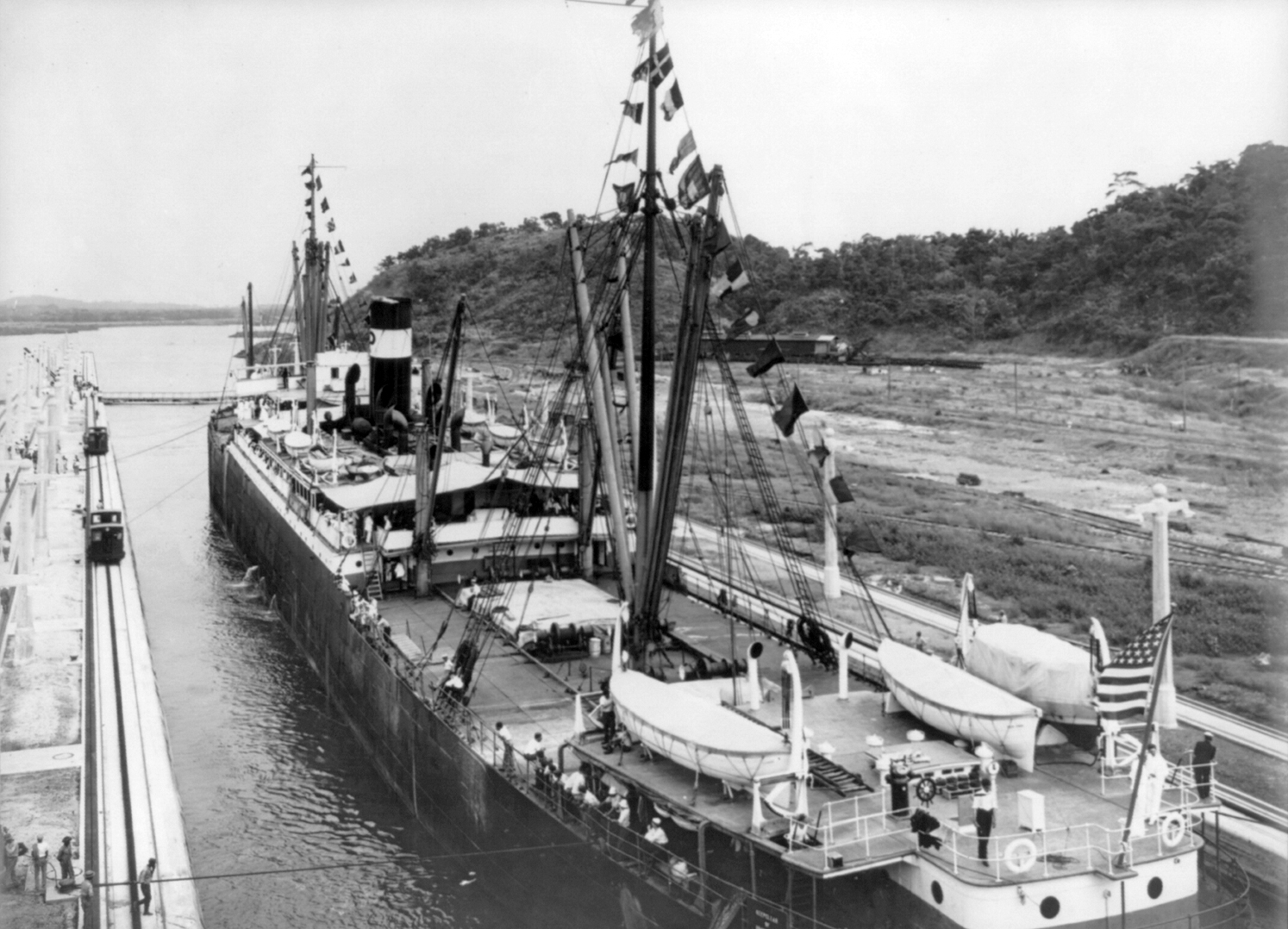
Le premier navire à traverser le canal de Panama, le SS Ancon, le 15 août 1914

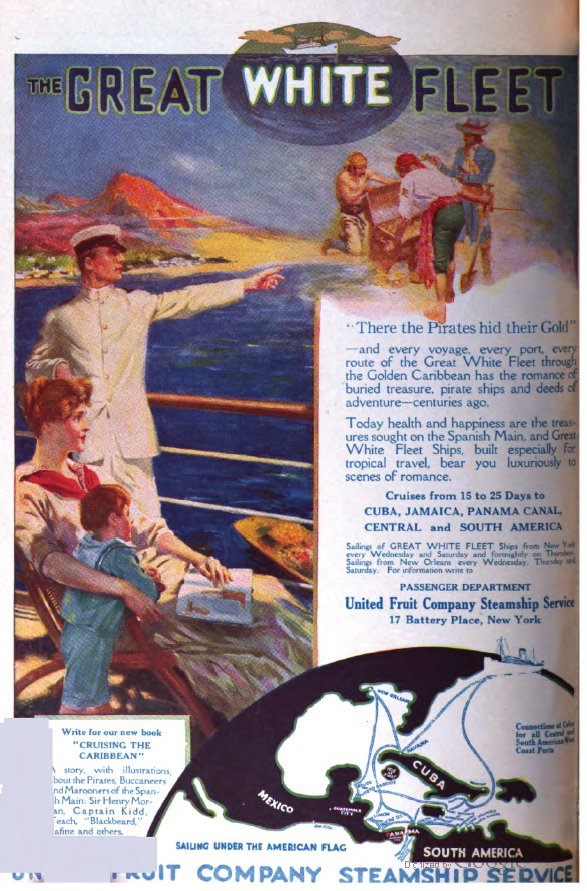
Publicité de 1916 pour la United Fruit Company Steampship Service

Le déclenchement de la Première Guerre mondiale en 1914 perturbe les investissements britanniques et européens en Amérique latine, et l'ordre économique international est bouleversé. Dans la période qui suit la Première Guerre mondiale, l'Allemagne n'a plus de liens commerciaux avec l'Amérique latine et le Royaume-Uni subit des pertes considérables, laissant les États-Unis dans une position dominante.

### Impact de la Première Guerre mondiale
Pendant la Première Guerre mondiale (1914–1918), peu de Latino-Américains se sont identifiés à l'un ou l'autre camp, bien que l'Allemagne ait tenté d'attirer le Mexique dans une alliance avec la promesse de la restitution des territoires perdus aux États-Unis pendant la guerre américano-mexicaine. Le seul pays à entrer dans le conflit est le Brésil, qui suit l'exemple des États-Unis et déclare la guerre à l'Allemagne. Malgré la neutralité générale, toutes les régions ont souffert d'une perturbation des échanges commerciaux et des flux de capitaux, car le transport transatlantique a été interrompu et les pays européens se sont concentrés sur la guerre au lieu d'investir à l'étranger. Les pays d'Amérique latine les plus touchés sont ceux qui ont développé des relations commerciales importantes avec l'Europe. L'Argentine, par exemple, a connu une forte baisse de ses échanges, les puissances alliées ayant détourné leurs produits ailleurs et l'Allemagne étant devenue inaccessible.
Avec la suspension de l'étalon-or pour les monnaies, les mouvements de capitaux sont interrompus et les banques européennes demandent des prêts à l'Amérique latine, ce qui provoque des crises internes. Les investissements directs étrangers du Royaume-Uni, puissance européenne dominante, cessent. Les États-Unis, neutres dans la Première Guerre mondiale jusqu'en 1917, augmentent fortement leurs achats de produits de base latino-américains. Les matières premières utiles à la guerre, telles que les métaux, le pétrole et les nitrates, prennent de la valeur et les pays sources (Mexique, Pérou, Bolivie et Chili) sont favorisés.

### Transport
Les États-Unis se trouvaient dans une position avantageuse pour développer le commerce avec l'Amérique latine, car ils entretenaient déjà des liens étroits avec le Mexique, l'Amérique centrale et les Caraïbes. Avec l'ouverture du canal de Panama en 1914 et la perturbation du commerce transatlantique, les exportations américaines vers l'Amérique latine ont augmenté. Le transport dans les Caraïbes devenant moins cher et plus disponible, les importations tropicales fragiles, en particulier les bananes, peuvent atteindre les marchés de masse aux États-Unis. Les navires de la marine américaine jugés excédentaires à la suite de la guerre hispano-américaine (1898) ont été mis à la disposition de la United Fruit Company, qui a créé sa Great White Fleet (grande flotte blanche). Les pays d'Amérique latine dominés par les intérêts américains sont surnommés « républiques bananières ».

### Système bancaire
Un développement important de cette période a été la création et l'expansion du système bancaire, en particulier la création de banques centrales dans la plupart des pays d'Amérique latine, afin de réguler la masse monétaire et de mettre en œuvre la politique monétaire. En outre, un certain nombre de pays ont créé des banques d'État plus spécialisées dans le développement (industriel, agricole et du commerce extérieur) dans les années 1930 et 1940. Les États-Unis sont entrés dans le secteur bancaire privé en Amérique latine dans les Caraïbes et en Amérique du Sud, en ouvrant des succursales bancaires. Plusieurs pays d'Amérique latine ont invité l'éminent professeur de l'université de Princeton Edwin W. Kemmerer (« le docteur de l'argent ») à les conseiller sur les questions financières. Il préconise des plans financiers fondés sur des monnaies fortes, l'étalon-or, des banques centrales et des budgets équilibrés. Les années 1920 ont vu la création des banques centrales (en) dans la région andine (Chili, Pérou, Bolivie, Équateur et Colombie), conséquence directe des missions de Kemmerer.
Au Mexique, la Banque du Mexique est créée en 1925, sous la présidence post-révolution mexicaine de Plutarco Elías Calles, en faisant appel à des experts mexicains, tels que Manuel Gómez Morín (en), plutôt qu'à des conseillers américains. L'Argentine, qui a des liens de longue date avec le Royaume-Uni, a créé sa banque centrale, la Banque centrale d'Argentine (1935), sur les conseils de Sir Otto Niemeyer de la Banque d'Angleterre, avec Raúl Prebisch comme premier président. La banque privée a également commencé à se développer (en).
Les modifications apportées à la législation américaine, qui empêchaient auparavant l'ouverture de succursales bancaires dans des pays étrangers, ont eu pour conséquence l'ouverture de succursales bancaires dans des endroits où les liens commerciaux avec les États-Unis étaient forts. Un certain nombre de pays d'Amérique latine sont devenus non seulement liés aux États-Unis sur le plan financier, mais le gouvernement américain a poursuivi des objectifs de politique étrangère. Les prix des produits de base de l'après-guerre étaient instables, l'offre était excédentaire et certains gouvernements ont tenté de manipuler les prix des produits de base, comme le Brésil en augmentant les prix du café, ce qui a incité la Colombie à accroître sa production. Comme la plupart des pays d'Amérique latine dépendaient du secteur des exportations de matières premières pour leur bien-être économique, la chute des prix des matières premières et l'absence d'augmentation dans le secteur non exportateur les ont laissés dans une position de faiblesse.

### Manufactures à destination du marché intérieur

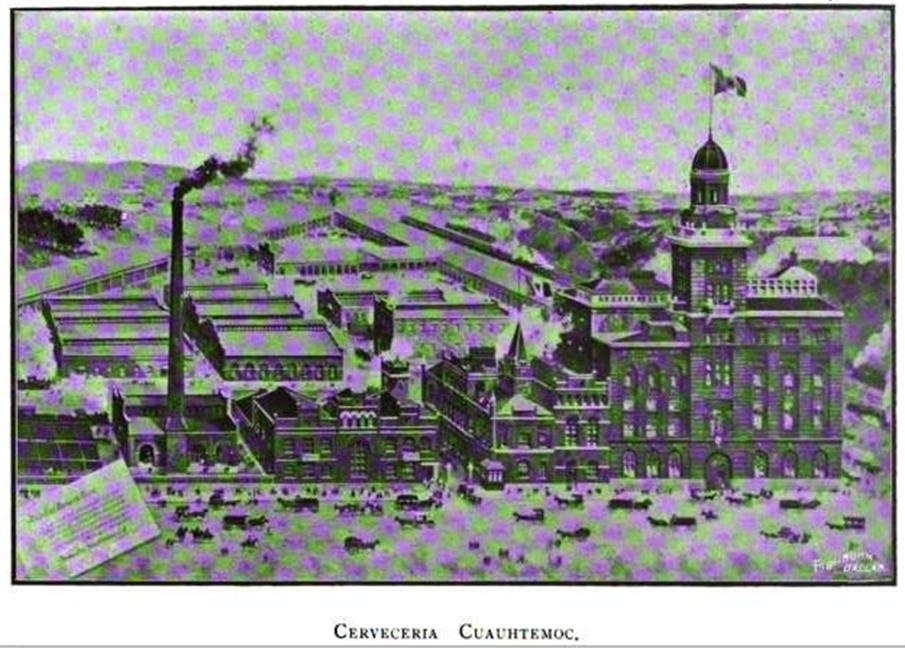
Cervecería Cuauhtemoc, brasserie mexicaine, 1890

La fabrication de produits destinés au marché intérieur ou à l'exportation n'était pas une caractéristique majeure des économies latino-américaines, mais certaines mesures ont été prises à la fin du XIXe siècle et au début du XXe siècle, notamment en Argentine, souvent considérée comme le principal exemple d'une économie dépendante des exportations, basée sur les exportations de bœuf, de laine et de blé à destination du Royaume-Uni. L'Argentine a connu une croissance de l'industrie nationale au cours de la période 1870-1930, qui répondait à la demande intérieure de biens généralement non importés (bière, biscuits, cigarettes, verre, papier, chaussures). La fabrication de bière a commencé à la fin du XIXe siècle, principalement par des immigrants allemands en Argentine, au Chili et au Mexique. Les améliorations apportées à la production de bière, qui ont permis de maintenir le produit stable plus longtemps, et le développement des réseaux de transport ont permis à la bière d'atteindre un marché de masse.

### Impact de la Grande Dépression
Le choc externe de la Grande Dépression a eu des effets inégaux sur les économies latino-américaines. La valeur des exportations a généralement diminué, mais dans certains cas, comme celui du café brésilien, le volume des exportations a augmenté. Les crédits accordés par le Royaume-Uni se sont évaporés. Bien que les « docteurs de l'argent » des États-Unis et du Royaume-Uni aient fait des recommandations aux gouvernements latino-américains sur les politiques financières, elles n'ont généralement pas été adoptées. Les gouvernements latino-américains abandonnent l'étalon-or, dévaluent leur monnaie, introduisent des contrôles sur les devises étrangères et tentent d'ajuster les paiements de leur dette extérieure, ou font défaut, notamment le Mexique et la Colombie. Les importations diminuent fortement, ce qui entraîne également une baisse des recettes provenant des droits d'importation. Au Brésil, le gouvernement central a détruit trois années de production de café pour maintenir le prix du café à un niveau élevé.
L'Amérique latine s'est remise relativement rapide des pires effets de la crise, mais les exportations n'ont pas atteint les niveaux de la fin des années 1920. Le Royaume-Uni tente de réimposer les politiques de traitement préférentiel de l'Argentine avec le pacte Roca-Runciman. Les États-Unis s'efforcent d'améliorer ses relations commerciales avec les pays d'Amérique latine en mettant en œuvre la Reciprocal Tariff Act (en) de 1934, dans le prolongement de la Good Neighbor Policy de 1933. Les politiques de l'Allemagne nazie ont considérablement développé son commerce bilatéral avec divers pays d'Amérique latine. Les exportations de coton brésilien vers l'Allemagne augmentent considérablement. La récession de 1937 aux États-Unis affecte la croissance du PIB dans les pays d'Amérique latine.

### Seconde Guerre mondiale
Lorsque la Seconde Guerre mondiale éclate en 1939, les échanges commerciaux entre l'Amérique latine et l'Allemagne cessent en raison de l'insécurité des voies maritimes due à l'activité des sous-marins allemands et au blocus économique britannique. Pour les pays d'Amérique latine qui ne commercent pas de manière significative avec les États-Unis, les conséquences sont plus importantes. Pour l'Amérique latine, la guerre a des retombées économiques, car les pays deviennent des fournisseurs de produits de première nécessité à l'effort de guerre des Alliés et ils accumulent des soldes en devises fortes à mesure que les importations diminuent et que les prix des produits de base liés à la guerre augmentent. Les gouvernements latino-américains peuvent ainsi mettre en œuvre des programmes d'industrialisation par substitution aux importations, qui se développent considérablement durant l'après-guerre.

## Changement du rôle de l'État (1945–1973)

### Changements sociaux
L'augmentation des taux de natalité, la baisse des taux de mortalité, la migration des habitants des campagnes vers les centres urbains et la croissance du secteur industriel commencent à modifier le profil de nombreux pays d'Amérique latine. La pression démographique dans les zones rurales et l'absence générale de réforme agraire (à l'exception du Mexique et de la Bolivie) y provoquent des tensions, conduisant parfois à des violences comme en Colombie et au Pérou dans les années 1950. Les pays développent l'enseignement public, qui vise de plus en plus à intégrer les groupes marginalisés, mais le système a également accentué la segmentation sociale avec différents niveaux de qualité. Au fil du temps, les écoles changent d'orientation, passant de la formation des citoyens d'une démocratie à la formation de travailleurs pour un secteur industriel en expansion. En fait, l'inégalité en matière d'éducation, qui atteint son apogée au cours du XIXe siècle, commence à diminuer au cours du XXe siècle. Cependant, les répercussions du fait que l'Amérique latine avait l'inégalité éducative la plus élevée au monde pendant la première période sont encore perceptibles aujourd'hui. Les inégalités économiques et les tensions sociales sont devenues plus évidentes à la suite de la révolution cubaine de janvier 1959.

### Nationalisme économique

Petrobras, l'une des compagnies pétrolières publiques d'Amérique latine

De nombreux gouvernements latino-américains commencent à jouer un rôle actif dans le développement économique après la Seconde Guerre mondiale, en créant des sociétés d'État pour des projets d'infrastructure ou d'autres entreprises, ce qui donne naissance à un nouveau type d'entrepreneur latino-américain.
En 1938, le Mexique nationalise son industrie pétrolière, jusqu'ici détenue par des investisseurs britanniques et américains. Le gouvernement mexicain l'a fait en toute légalité, puisque la Constitution mexicaine de l'époque révolutionnaire donnait à l'État le pouvoir de prendre le contrôle des ressources naturelles, renversant la législation libérale de la fin du XIXe siècle qui accordait des droits de propriété inaliénables aux citoyens privés et aux entreprises. Le gouvernement de Lázaro Cárdenas exproprie les intérêts pétroliers étrangers et crée l'entreprise publique Petroleos Mexicanos (PEMEX). Le Mexique sert de modèle aux autres pays d'Amérique latine pour nationaliser leurs propres industries durant l'après-guerre. Le Brésil crée la compagnie pétrolière monopolistique d'État Petrobras en 1953,. D'autres gouvernements suivent également des politiques de nationalisme économique et d'élargissement du rôle économique de l'État. En Argentine, le plan quinquennal promulgué par le gouvernement de Juan Perón vise à nationaliser les services publics. En Bolivie, la révolution de 1952 sous Víctor Paz Estenssoro renverse le petit groupe d'hommes d'affaires qui contrôle l'étain, la principale exportation du pays, et nationalise l'industrie, décrète une vaste réforme agraire et le suffrage universel pour les Boliviens adultes.
De nombreux pays d'Amérique latine bénéficient de leur participation à la Seconde Guerre mondiale et accumulent des réserves financières qui peuvent être mobilisées pour l'expansion de l'industrie par le biais d'une industrialisation par substitution aux importations.

### Nouveaux cadres institutionnels pour le développement économique
Dans l'après-guerre, un nouveau cadre de structuration du système international voit le jour, avec les États-Unis occupant le premier rôle à la place du Royaume-Uni. En 1944, un groupe multinational, dirigé par les États-Unis et le Royaume-Uni, crée des institutions officielles visant à structurer l'économie internationale de l'après-guerre : les accords de Bretton Woods créent le Fonds monétaire international, pour stabiliser le système financier et les taux de change, et la Banque mondiale, pour fournir des capitaux afin de financer des projets d'infrastructure. Les États-Unis se concentrant sur la reconstruction des économies d'Europe occidentale, l'Amérique latine n'a pas bénéficié de ces nouvelles institutions dans un premier temps. Toutefois, l'Accord général sur les tarifs douaniers et le commerce (GATT), signé en 1947, compte l'Argentine, le Chili et Cuba parmi ses signataires. Le GATT dispose d'une structure juridique visant à promouvoir le commerce international en réduisant les droits de douane. Le cycle d'Uruguay des négociations du GATT (1986-1994) aboutit à la création de l'Organisation mondiale du commerce.

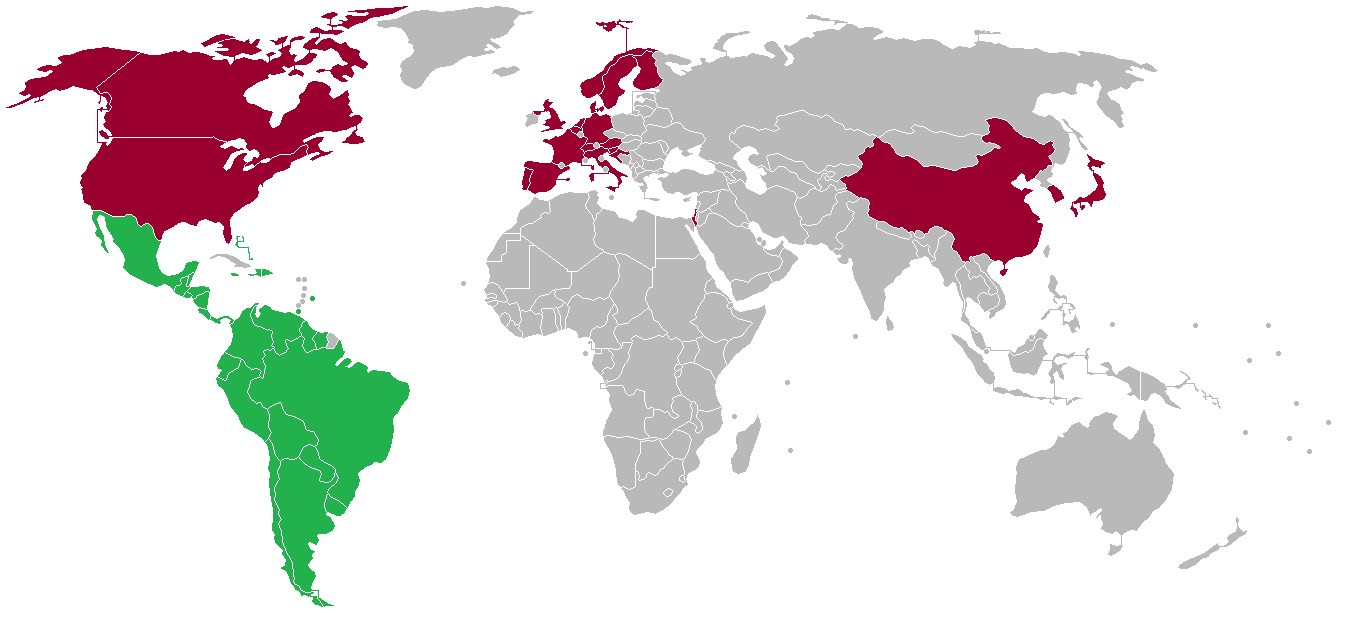
Membres emprunteurs de la BID en vert, membres non-emprunteurs en rouge

Avec la création des Nations unies après la Seconde Guerre mondiale, cette institution a créé la Commission économique pour l'Amérique latine et les Caraïbes, également connue sous son acronyme espagnol CEPAL, afin d'élaborer et de promouvoir des stratégies économiques pour la région. Elle comprend des membres d'Amérique latine et d'autres pays industrialisés. Sous la direction de son deuxième directeur, l'économiste argentin Raúl Prebisch (1950–1963), auteur de Le Développement économique de l’Amérique latine et ses principaux problèmes (1950), la CEPAL recommande l'industrialisation par substitution aux importations comme stratégie-clé pour surmonter le sous-développement,. De nombreux pays d'Amérique latine poursuivent des stratégies de développement interne et tentent une intégration régionale, suivant les analyses de la CEPAL, mais à la fin des années 1960, le dynamisme économique n'a pas été rétabli et « les élites politiques latino-américaines ont commencé à prêter plus d'attention à d'autres idées sur le commerce et le développement ».
Le manque d'intérêt pour le développement de l'Amérique latine dans la période d'après-guerre est comblé par la création de la Banque interaméricaine de développement (BID), créée en avril 1959 par les États-Unis et, à l'origine, 19 pays d'Amérique latine, afin de fournir des crédits aux gouvernements latino-américains pour des projets de développement social et économique. Les premières idées de création d'une telle banque remontent aux années 1890, mais n'ont pas abouti. Toutefois, après la Seconde Guerre mondiale, l'idée est relancée, d'autant plus que la Banque mondiale nouvellement créée se concentre davantage sur la reconstruction de l'Europe. Un rapport de l'économiste argentin Raúl Prebisch préconise la création d'un fonds pour permettre le développement de l'agriculture et de l'industrie. Au Brésil, le président Juscelino Kubitschek approuve le projet de création d'une telle banque, et l'administration Eisenhower aux États-Unis manifeste un vif intérêt pour le projet et une commission de négociation est créée pour élaborer le cadre de la banque. Depuis sa création, le siège de la BID se trouve à Washington, D.C., mais contrairement à la Banque mondiale dont les directeurs sont toujours des ressortissants américains, la BID a eu des directeurs originaires d'Amérique latine. La plupart des projets financés concernant l'infrastructure économique et sociale, notamment « l'agriculture, l'énergie, l'industrie, les transports, la santé publique, l'environnement, l'éducation, la science et la technologie, et le développement urbain ». La Banque interaméricaine de développement est créée en 1959, coïncidant avec l'année de la révolution cubaine ; toutefois, le rôle de la banque s'élargit à mesure que de nombreux pays constatent la nécessité d'une aide au développement pour l'Amérique latine. Le nombre de pays partenaires augmente au fil des ans, avec un élargissement des pays non emprunteurs à l'Europe occidentale, au Canada et à la Chine, qui fournissent des crédits à la banque.
L'Amérique latine développe une industrie du tourisme visant à attirer les voyageurs étrangers et nationaux. Au Mexique, le gouvernement développe des infrastructures à Acapulco dans les années 1950 et à Cancún, à partir de 1970, pour créer des stations balnéaires. Les régions indigènes qui avaient été des marécages sont devenues des destinations touristiques, ce qui a souvent entraîné une marchandisation de la culture.

### Impact de la révolution cubaine
La révolution cubaine de 1959 constitue un choc majeur pour le nouvel ordre d'hégémonie des États-Unis dans l'hémisphère. Elle passe rapidement d'une réforme dans le cadre des normes existantes à la déclaration que Cuba était une nation socialiste. Avec l'alliance de Cuba et l'Union soviétique, Cuba trouve un débouché pour son sucre à la suite de l'embargo américain sur ses achats de longue date de la monoculture cubaine. Cuba exproprie des étrangers, notamment un grand nombre de plantations de sucre appartenant à des investisseurs américains et canadiens. Pour les États-Unis, la menace d'une propagation de la révolution ailleurs en Amérique latine incite le président américain John F. Kennedy proclame l'Alliance pour le progrès en 1961, conçue pour aider les autres gouvernements d'Amérique latine à mettre en œuvre des programmes visant à réduire la pauvreté et à promouvoir le développement.

### Années 1960–1970
Une critique de la stratégie développementaliste apparaît dans les années 1960 sous la forme de la théorie de la dépendance, formulée par des universitaires qui considéraient que le sous-développement économique des pays d'Amérique latine résultait de la pénétration du capitalisme qui enfermait les pays dans une position de dépendance en fournissant des produits de base aux pays développés. L'ouvrage d'André Gunder Frank intitulé Latin America: Underdevelopment or Revolution (1969) a un impact significatif, tout comme Dependency and Development in Latin America (1979) de Fernando Henrique Cardoso et Enzo Faletto. Elle est remplacée par d'autres approches, notamment le post-impérialisme,,.

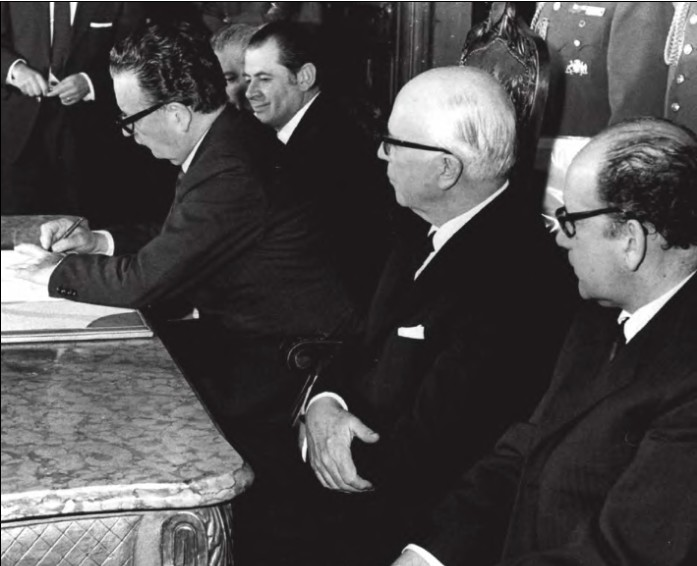
Salvador Allende signant le décret promulguant la réforme constitutionnelle initiant la nationalisation de l'industrie du cuivre.

Une « voie pacifique vers le socialisme » a semblé possible pendant un certain temps. En 1970, le Chili élit à la présidence le socialiste Salvador Allende, à la majorité relative. Il s'agissait d'une « voie pacifique vers le socialisme » plutôt que d'une révolution armée sur le modèle cubain. Allende tente de mettre en œuvre un certain nombre de réformes importantes, dont certaines sont déjà approuvées mais non mises en œuvre par l'administration précédente du démocrate-chrétien Eduardo Frei. Frei avait battu Allende lors de la précédente élection présidentielle (1964) en grande partie parce qu'il avait promis des réformes significatives sans changement structurel important au Chili, tout en maintenant l'État de droit. Il a promis une réforme agraire, une réforme fiscale et la nationalisation de l'industrie du cuivre. La polarisation et la violence augmentent au Chili et l'administration du président américain Richard Nixon se montre de plus en plus hostile. Le 11 septembre 1973, un coup d'État militaire contre Allende, soutenu par les États-Unis, met fin à la transition vers le socialisme et ouvre une ère de répression politique et de changement de cap économique,. Le coup d'État réussi de 1973 au Chili ont montré que les changements politiques ne se feraient pas sans violence. Les révolutions de gauche au Nicaragua (1979) et la guerre prolongée au Salvador voient les États-Unis revenir à la guerre de basse intensité dans les années 1980, dont l'une des composantes était de nuire aux économies de ces pays.
Dans un effort pour diversifier leurs économies en évitant de trop dépendre de l'exportation de matières premières, les nations latino-américaines ont soutenu que leurs industries naissantes avaient besoin de droits de douane plus élevés pour se protéger des importations de produits manufacturés provenant de concurrents mieux établis dans les régions plus industrialisées du monde. Ces points de vue ont largement prévalu au sein de la Conférence des Nations unies sur le commerce et le développement (CNUCED) et ont même été acceptés en 1964 en tant que nouvelle partie IV du GATT (Accord général sur les tarifs douaniers et le commerce). Dans les années 1960 et 1970, le revenu par habitant en Amérique latine a augmenté au rythme rapide de 3,1 % par an.

## Réorientations (Années 1970 – Années 2000
Dans les années 1970, l'économie mondiale connaît des changements importants et les pays d'Amérique latine voient les limites d'un développement tourné vers l'intérieur, qui avait été fondé sur le pessimisme quant au potentiel d'une croissance tirée par les exportations. Dans les pays développés, la hausse des salaires rend plus attrayante la recherche de sites où les salaires sont plus bas pour construire des usines. Les multinationales (SMN) disposent de capitaux mobiles à investir dans les pays en développement, en particulier en Asie. Les pays d'Amérique latine en ont pris note, car ces nouveaux pays industrialisés ont connu une croissance significative de leur PIB. Alors que les pays d'Amérique latine s'ouvrent davantage aux investissements étrangers et à une croissance manufacturière tirée par les exportations, le système financier stable d'après-guerre des accords de Bretton Woods, qui repose sur des taux de change fixes liés à la valeur du dollar américain, prend fin. En 1971, les États-Unis mettent fin à la convertibilité du dollar américain en or, ce qui rend difficile la prise de décisions économiques par les pays d'Amérique latine et d'autres pays en développement. Dans le même temps, les prix des matières premières, en particulier du pétrole, connaissent une forte hausse, l'Organisation des pays exportateurs de pétrole (OPEP) ayant limité la production alors que la demande continuait de monter en flèche, ce qui a entraîné une augmentation du prix du baril à l'échelle mondiale. Avec la hausse des prix du pétrole, les pays producteurs disposent de capitaux considérables à investir et les banques internationales basées aux États-Unis ont élargi leur champ d'action en investissant en Amérique latine.

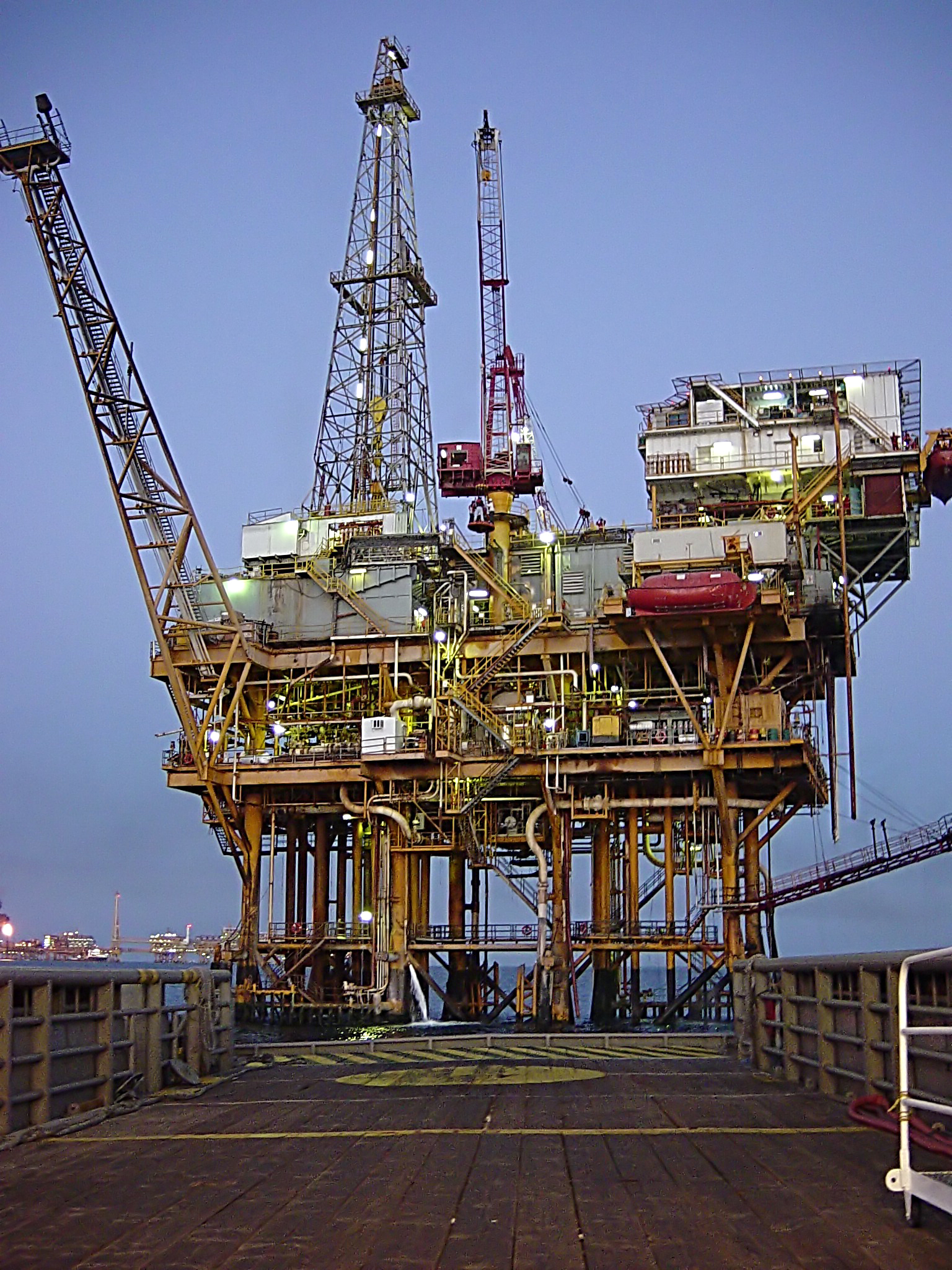
Plate-forme pétrolière offshore de Pemex au large de la côte de Ciudad del Carmen.

Les pays d'Amérique latine se sont endettés pour alimenter leur croissance économique et leur intégration dans un marché en voie de mondialisation. La promesse de recettes d'exportation grâce à l'argent emprunté a incité de nombreux pays d'Amérique latine à contracter des prêts, évalués en dollars américains, susceptibles d'accroître leur capacité économique. Les créanciers étaient impatients d'investir en Amérique latine, car au milieu des années 1970, les taux d'intérêt réels étaient bas et les prévisions optimistes concernant les produits de base faisaient du prêt une décision économique rationnelle. Les capitaux étrangers ont afflué en Amérique latine, reliant financièrement les pays développés et les pays en développement. Les vulnérabilités de l'accord ont d'abord été ignorées.
Au début des années 1970, le Mexique connaît une stagnation économique. Avec la découverte d'énormes réserves de pétrole dans le golfe du Mexique au milieu des années 1970, le pays semblait pouvoir profiter des prix élevés du pétrole pour dépenser dans l'industrialisation et financer des programmes sociaux. Les banques étrangères se sont empressées de prêter au Mexique, car ce pays semblait stable et disposait d'un système politique à parti unique qui avait permis de limiter au maximum les troubles sociaux. Le fait que le Mexique ait maintenu un taux de change fixe avec le dollar américain depuis 1954 était également rassurant pour les prêteurs internationaux. Le président José López Portillo (1976–1982) a rompu avec la pratique de longue date du Trésor qui consistait à ne pas contracter de dette extérieure, et a emprunté massivement en dollars américains sur les recettes pétrolières à venir. Avec l'effondrement du prix du pétrole en 1981-1982, l'économie mexicaine s'est retrouvée en difficulté et dans l'incapacité de rembourser les emprunts. Le gouvernement dévalua sa monnaie, imposa un moratoire de 90 jours sur le paiement du principal de la dette publique extérieure et, enfin, López Portillo nationalisa les banques du pays et imposa sans préavis un contrôle des changes sur les devises. Les institutions internationales de prêt étaient elles-mêmes vulnérables au défaut de paiement de la dette mexicaine, qui représentait 44 % du capital des neuf plus grandes banques américaines,.
Certains pays d'Amérique latine ne participent pas à cette tendance à emprunter massivement auprès des banques internationales. Cuba reste dépendante de l'Union soviétique pour soutenir son économie, jusqu'à ce que l'effondrement de cet État dans les années 1990 lui coupe les vivres, la plongeant dans une grave crise économique connue sous le nom de Période spéciale. La Colombie limite ses emprunts et met en place une réforme fiscale qui permet d'augmenter considérablement les recettes de l'État. Mais le ralentissement économique général des années 1980 plonge les économies latino-américaines dans la crise.
Les emprunts des pays d'Amérique latine auprès des banques américaines et d'autres banques internationales les exposent à des risques extrêmes lorsque les taux d'intérêt augmentent dans les pays prêteurs et que les prix des produits de base chutent dans les pays emprunteurs. Les flux de capitaux vers l'Amérique latine se sont inversés, la fuite des capitaux latino-américains ayant précédé immédiatement le choc de 1982. La hausse des taux d'intérêt affecte les pays emprunteurs, le paiement de la dette affecte directement les budgets nationaux. Dans de nombreux cas, la monnaie nationale est dévaluée, ce qui réduit la demande d'importations qui coûtent désormais plus cher. L'inflation atteint de nouveaux niveaux, les pauvres étant les plus touchés. Les gouvernements réduisent les dépenses sociales et, dans l'ensemble, la pauvreté s'accroît et la répartition des revenus se détériore.

### Consensus de Washington
La crise économique en Amérique latine est abordée par ce que l'on a appelé le consensus de Washington, formulé par John Williamson en 1989. Ces principes sont :
1. Discipline en matière de politique budgétaire, en évitant les déficits budgétaires importants par rapport au PIB ;
2. Réorientation des dépenses publiques des subventions (« en particulier les subventions indiscriminées ») vers la fourniture généralisée de services clés favorables à la croissance et aux pauvres, tels que l'éducation primaire, les soins de santé primaires et l'investissement dans les infrastructures ;
3. Réforme fiscale, en élargissant l'assiette fiscale et en adoptant des taux d'imposition marginaux modérés ;
4. Taux d'intérêt déterminés par le marché et positifs (mais modérés) en termes réels ;
5. Taux de change compétitifs ;
6. Libéralisation du commerce : libéralisation des importations, avec un accent particulier sur l'élimination des restrictions quantitatives (licences, etc.) ; toute protection commerciale doit être assurée par des tarifs douaniers faibles et relativement uniformes ;
7. Libéralisation des investissements directs étrangers ;
8. Privatisation des entreprises publiques ;
9. Dérégulation : abolition des réglementations qui entravent l'entrée sur le marché ou restreignent la concurrence, à l'exception de celles qui sont justifiées par des raisons de sécurité, d'environnement et de protection des consommateurs, ainsi que par la surveillance prudentielle des institutions financières ;
10. Sécurité juridique des droits de propriété.

Ces principes sont axés sur la libéralisation de la politique commerciale, la réduction du rôle de l'État et l'orthodoxie fiscale. Le terme « consensus de Washington » implique que « le consensus vient ou est imposé par Washington ».
Les gouvernements latino-américains entreprennent une série de réformes structurelles dans les années 1980 et 1990, notamment la libéralisation du commerce pour l'ensemble de l'Amérique latine et la privatisation, qui ont souvent été une condition des prêts accordés par le FMI et la Banque mondiale. Le Chili, qui a connu le coup d'État militaire de 1973 puis des années de régime dictatorial, met en œuvre des changements économiques radicaux dans les années 1970 : stabilisation (1975) ; privatisation (1974-1978) ; réforme financière (1975) ; réforme du travail (1979) ; réforme des retraites (1981). L'économie mexicaine s'effondre en 1982 et le pays commence à réorienter ses politiques économiques à long terme pour réformer les finances en 1986, mais des changements encore plus importants ont lieu sous le gouvernement de Carlos Salinas de Gortari (1988-1994). Salinas cherche à faire adhérer le Mexique à l'accord de libre-échange entre le Canada et les États-Unis, de sorte que la libéralisation des politiques commerciales, la privatisation des entreprises d'État et la sécurité juridique des droits de propriété étaient essentielles à la réussite du Mexique. En 1992, des modifications de la constitution mexicaine de 1917 sont adoptées, qui modifient le rôle de l'État mexicain. Le Canada et les États-Unis, ainsi que le Mexique, concluent l'accord de libre-échange nord-américain (ALENA), qui entre en vigueur en janvier 1994. Au cours des années 1990, le revenu par habitant en Amérique latine augmente à un taux annuel de 1,7 %, soit environ la moitié du taux des années 1960-1970.
La croissance de la population rurale au cours de cette période entraîne des migrations vers les villes, où les possibilités d'emploi sont meilleures, et des déplacements vers d'autres zones rurales ouvertes par la construction de routes. Les populations de paysans sans terre du bassin amazonien, d'Amérique centrale, du sud du Mexique et de la région du Chocó en Colombie occupent des zones écologiquement fragiles. L'expansion des cultures dans de nouvelles zones pour l'agro-exportation entraîne une dégradation de l'environnement (en), notamment une érosion des sols et une perte de biodiversité.

### Coopération économique et accords de libre-échange

Logo de l'Accord de libre-échange nord-américain entre les États-Unis, le Canada et le Mexique

Logo du Mercosur

Avec la création en 1947 de l'Accord général sur les tarifs douaniers et le commerce (GATT), un cadre est établi pour abaisser les droits de douane et accroître les échanges entre les pays membres. Il élimine les différences de traitement entre les nations, comme le statut de la nation la plus favorisée, et traite tous les États membres sur un pied d'égalité. En 1995, le GATT devient l'Organisation mondiale du commerce (OMC) pour répondre aux besoins institutionnels croissants d'une mondialisation de plus en plus poussée. Bien que les barrières commerciales disparaissent avec le GATT et l'OMC, l'obligation de traiter tous les États membres sur un pied d'égalité et la nécessité pour tous de se mettre d'accord sur les conditions donnent lieu à plusieurs cycles de négociations. Le cycle de Doha, le plus récent des pourparlers, est au point mort. De nombreux pays concluent des accords commerciaux bilatéraux et il y a eu une prolifération de ce type d'accords, surnommé l'effet « bol de spaghettis » (en).
Les accords de libre-échange entre l'Amérique latine et les pays extérieurs à la région sont mis en place au cours du XXe siècle siècle. Certains ont été de courte durée, comme l'Association de libre-échange des Caraïbes (1958-1962), qui s'est ensuite élargie pour devenir la Communauté caribéenne. L'accord de libre-échange entre la République dominicaine et l'Amérique centrale ne comprenait initialement que les pays d'Amérique centrale (à l'exclusion du Mexique) et les États-Unis, mais il a été élargi pour inclure la République dominicaine. L'accord de libre-échange nord-américain (ALENA) est un élargissement de l'accord bilatéral entre les États-Unis et le Canada au Mexique, entré en vigueur en janvier 1994. Parmi les autres accords, citons le Mercosur, créé en 1991 par le traité d'Asunción en tant qu'union douanière, dont les États membres sont l'Argentine, le Brésil, le Paraguay, l'Uruguay et le Venezuela (suspendu depuis décembre 2016). La Communauté andine (Comunidad Andina, CAN) est une union douanière comprenant les pays sud-américains de Bolivie, de Colombie, d'Équateur et du Pérou, établie à l'origine en 1969 sous le nom de Pacte andin, puis en 199 sous le nom de Comunidad Andina. Le Mercosur et la CAN sont les deux plus grands blocs commerciaux (en) d'Amérique du Sud.
À la suite de l'élection en 2016 de Donald Trump aux États-Unis, des négociations ont eu lieu sur l'ALENA, qui prendront probablement en compte les changements intervenus dans la situation économique depuis son entrée en vigueur en 1994. Il s'agit notamment de la « transnationalisation de services et de l'essor de ce que l'on appelle l'économie numérique/des données - y compris les communications, l'informatique, la technologie numérique et des plateformes, le commerce électronique, les services financiers, le travail professionnel et technique, et une foule d'autres produits immatériels ».

### Migration et rémitances
La migration des Latino-américains vers des régions aux économies plus prospères entraîne une perte de population aux frontières internationales, en particulier aux États-Unis. Cependant, les rémitances vers leurs familles non migrantes représentent un apport important aux économies des pays. Un rapport du Global Knowledge Partnership on Migration and Development (KNOMAD) estime qu'en 2017, les envois de fonds vers le Mexique s'élèveront à 30,5 milliards de dollars, vers le Guatemala à 8,7 milliards de dollars, vers la République dominicaine à 5,7 milliards de dollars, vers la Colombie à 5,5 milliards de dollars et vers le Salvador à 5,1 milliards de dollars.

### Corruption
La corruption est un problème majeur pour les pays d'Amérique latine et affecte leurs économies. Selon Transparency International, dans son rapport de 2015 classant 167 pays en fonction de la perception de la transparence, l'Uruguay se classe 21e, au premier rang avec une perception de la transparence de 72 %, les autres grands pays d'Amérique latine étant nettement moins bien classés : la Colombie (83e/36 %), l'Argentine (106e/35 %), le Mexique (111e/34 %=, et le Venezuela (158e/19 %), le dernier rang. Le trafic de drogue, en particulier de la cocaïne provenant des Andes et transbordée dans tout l'hémisphère, génère d'énormes profits. Le blanchiment d'argent de ces fonds du marché noir en est l'une des conséquences, souvent avec la complicité d'institutions financières et de responsables gouvernementaux. La violence liée au narcotrafic est importante en Colombie et au Mexique.

### Historiographie
- Coatsworth, John H. et William R. Summerhill. « The New Economic History of Latin America: Evolution and Recent Contributions » in Oxford Handbook of Latin American History (en), José Moya, ed. (New York: Oxford University Press, 2011), pp. 407–423.
- Coatsworth, John H. "Notes on the Comparative Economic History of Latin America and the United States." in Development and Underdevelopment in America: Contrasts of Economic Growth in North and Latin America in Historical Perspective (1993): 10–30. online

- Cortes, Conde, et al. Latin America: a guide to economic history, 1830–1930 (Univ of California Press, 1977). online
- Gootenberg, Paul. "Between a Rock and a Softer Place: Reflections on Some Recent Economic History of Latin America" in Latin American Research Review 39:2 (2004): 239–57. online
- McGreevey, William Paul, and Robson B. Tyrer. "Recent research on the economic history of Latin America." Latin American Research Review 3.2 (1968): 89–117.
- Popescu, Oreste. Studies in the history of Latin American economic thought (1996) online